# Оптика

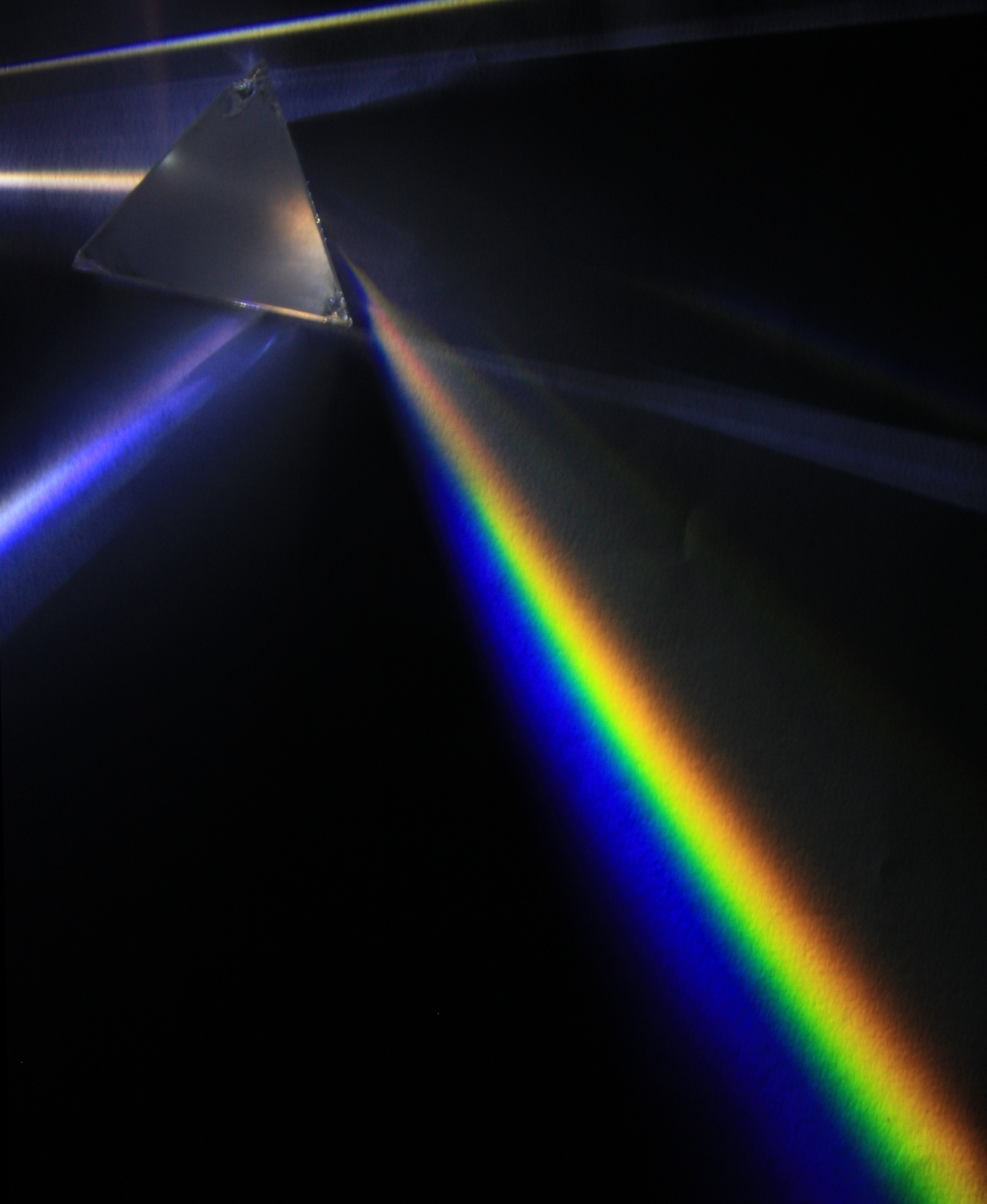
Оптика изучает рассеивание света.

О́птика (от др.-греч. ὀπτική «наука о зрительных восприятиях») — раздел физики, изучающий поведение и свойства света, в том числе его взаимодействие с веществом и создание инструментов, которые его используют или детектируют. Оптика обычно описывает поведение видимого, ультрафиолетового и инфракрасного излучения. Поскольку свет представляет собой электромагнитную волну, другие формы электромагнитного излучения, такие как рентгеновские лучи, микроволны и радиоволны, обладают аналогичными свойствами.
Большинство оптических явлений можно объяснить с помощью классической электродинамики. Однако полное электромагнитное описание света часто затруднительно применять на практике. Практическая оптика обычно строится на упрощённых моделях. Самая распространённая из них, геометрическая оптика, рассматривает свет как набор лучей, которые движутся по прямым линиям и изгибаются, когда проходят сквозь поверхности или отражаются от них. Волновая оптика — более полная модель света, которая включает волновые эффекты, такие как дифракция и интерференция, которые не учитываются в геометрической оптике. Исторически первой была разработана лучевая модель света, а затем волновая модель света. Прогресс в теории электромагнетизма в 19 веке привёл к пониманию световых волн как видимую часть спектра электромагнитного излучения.
Некоторые явления зависят от того факта, что свет демонстрирует волновые и корпускулярные свойства. Объяснение этого поведения находится в квантовой механике. При рассмотрении корпускулярных свойств, свет представляется как набор частиц называемых фотонами. Квантовая оптика использует квантовую механику для описания оптических систем.
Оптическая наука актуальна и изучается во многих смежных дисциплинах, включающих астрономию, различные области инженерного дела, фотографию и медицину (особенно офтальмологию и оптометрию). Практическое применение оптики можно найти в различных технологиях и повседневных вещах, включая зеркала, линзы, телескопы, микроскопы, лазеры и волоконную оптику.

## История

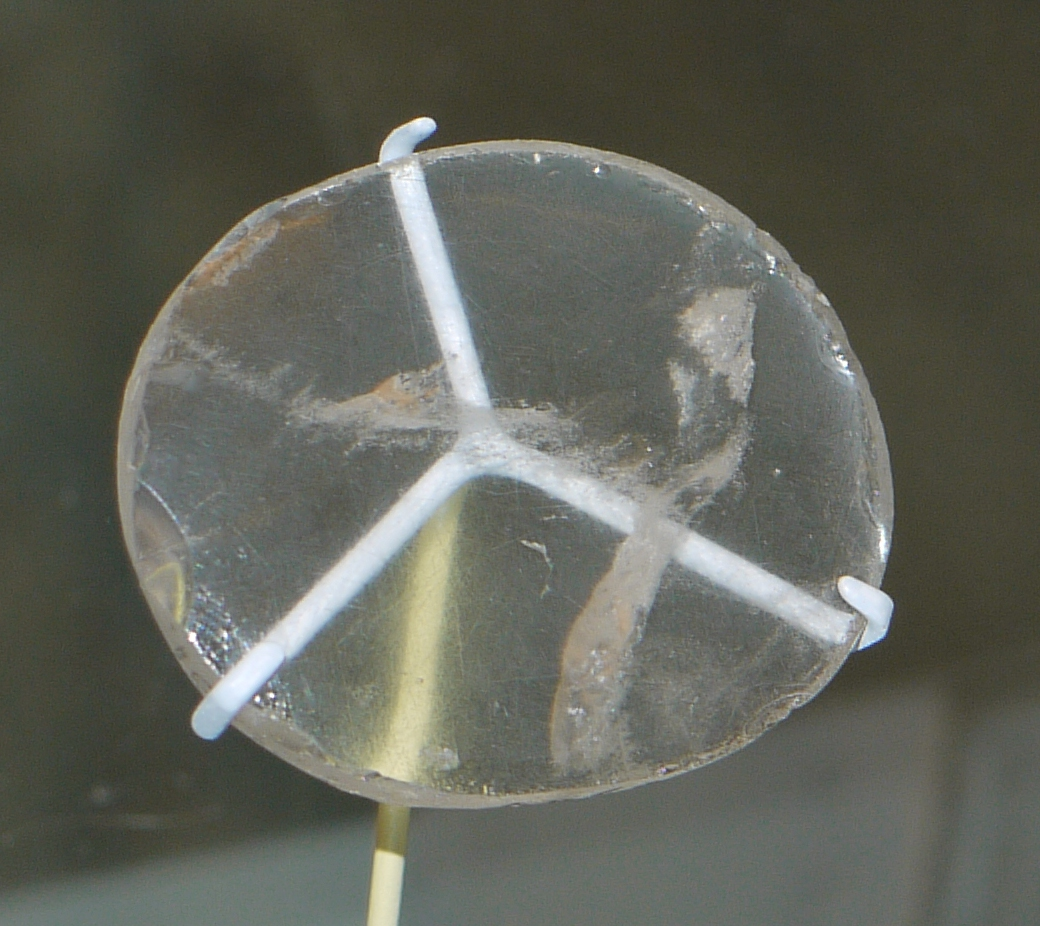
Линза Нимруда

Оптика началась с разработки линз древними египтянами и месопотамцами. Самые ранние известные линзы с Крита, зачастую сделанные из полированных кристаллов кварца, датируются 2000 годом до н. э. (Археологический музей Ираклиона, Греция). Линзы с Родоса датируются примерно 700 годом до н. э., как и ассирийские линзы, такие как линза Нимруда. Древние римляне и греки наполняли стеклянные шары водой для изготовления линз. За этими практическими достижениями последовало развитие теорий света и зрения древнегреческими и индийскими философами, а также развитие геометрической оптики в греко-римском мире. Слово оптика происходит от древнегреческого слова ὀπτική, что означает «внешний вид».
Греки рассматривали оптику как часть философского учения, — она имела две противоположные теории о том, как работает зрение: теория интромиссии (англ. intromission) и теория излучения. Подход интромиссии рассматривал зрение как исходящее от объектов, отбрасывающих копии самих себя (так называемые эйдола от англ. eidola), которые захватывались глазом. Со многими основателями, включающими Демокрита, Эпикура, Аристотеля и их последователей, эта теория, кажется, имела некоторую схожесть с современными теориями о том, что такое зрение на самом деле, но она оставалась лишь предположением, не имеющим какого-либо экспериментального основания.
Платон первым сформулировал теорию излучения, идею о том, что зрительное восприятие осуществляется лучами, испускаемыми глазами. Он также прокомментировал изменение чётности зеркал в Тимее. Спустя несколько сотен лет Евклид (4-3 вв. до н. э.) написал трактат под названием «Оптика», в котором связал зрение с геометрией, создав геометрическую оптику. Он основывал свою работу на теории излучения Платона, в которой он описал математические правила перспективы и качественно описал эффекты преломления, хотя и сомневался в том, что луч света из глаза может мгновенно зажигать звезды каждый раз, когда кто-то моргает. Евклид сформулировал принцип кратчайшей траектории света и рассмотрел множественные отражения на плоских и сферических зеркалах. Птолемей в своём трактате «Оптика» придерживался теории зрения «интромиссии-излучения»: лучи (или поток) из глаза образуют конус, вершина которого находится внутри глаза, а основание определяет поле зрения. Лучи были чувствительными и передавали разуму наблюдателя информацию о расстоянии и ориентации поверхностей. Он резюмировал большую часть геометрической оптики Евклида и продолжил описывать способ измерения угла преломления, хотя он не заметил эмпирической связи между ним и углом падения. Плутарх (I-II века нашей эры) описал множественные отражения на сферических зеркалах и обсудил создание увеличенных и уменьшенных изображений, как реальных, так и воображаемых, включая случай хиральности изображений.

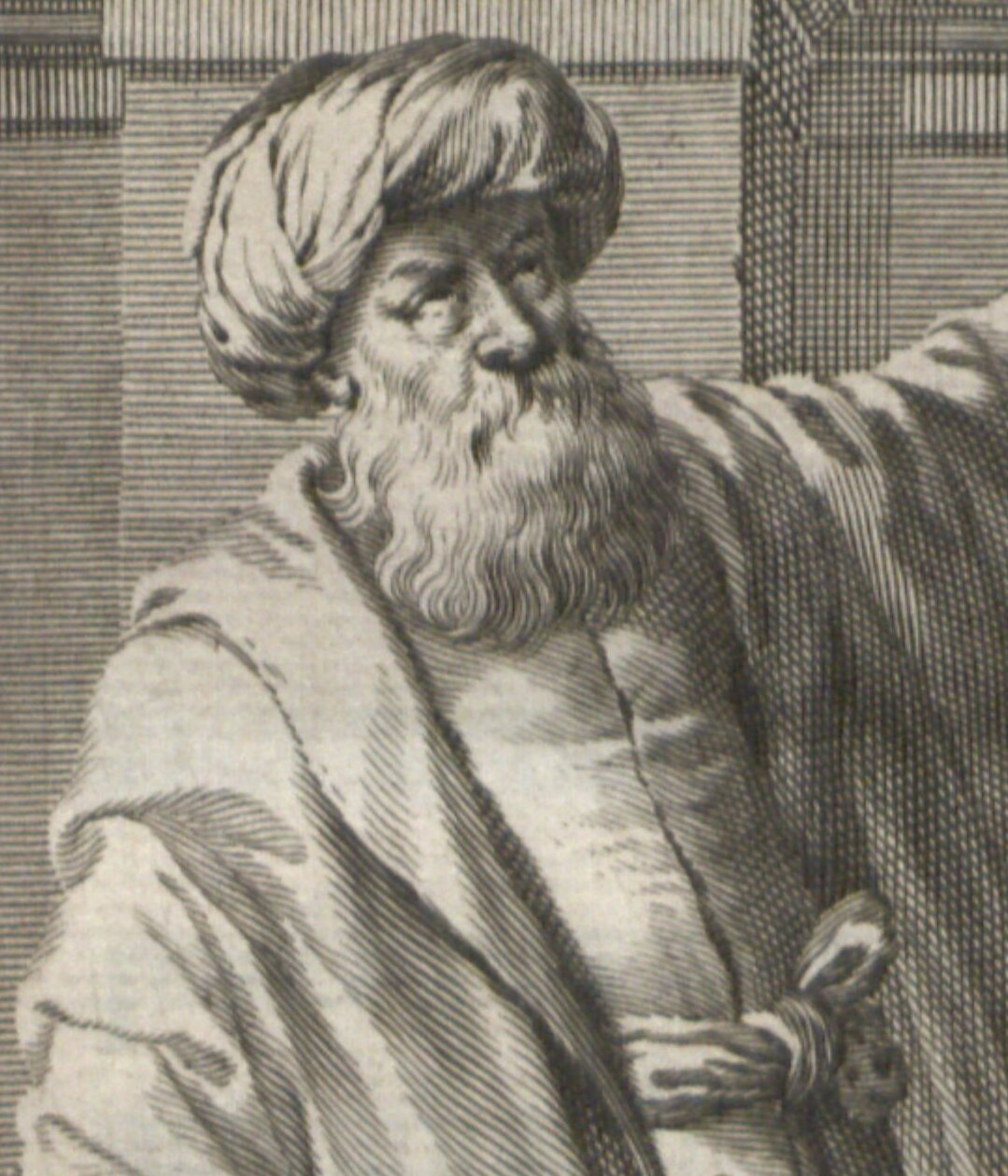
Альхазен (Ибн аль-Хайсам), «отец оптики»

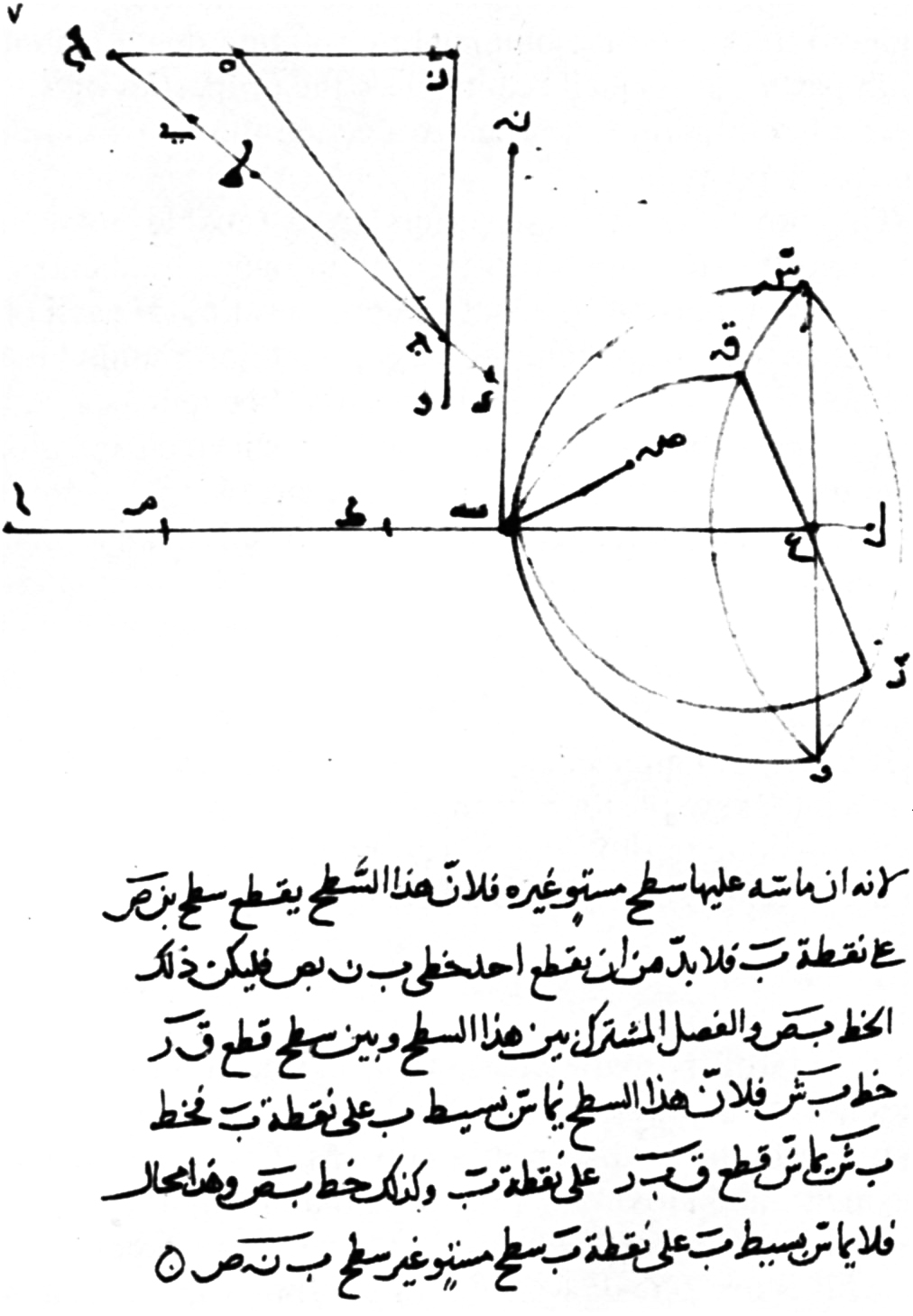
Репродукция страницы рукописи Ибн Сала, свидетельствующей о его знании закона преломления.

В Средние века греческие идеи об оптике были возрождены и распространены писателями мусульманского мира. Одним из первых из них был Аль-Кинди (ок. 801—873), который писал о достоинствах аристотелевских и евклидовых идей оптики, отдавая предпочтение теории излучения, поскольку она позволяла лучше количественно определять оптические явления. В 984 году персидский математик Ибн Саль написал трактат «О горящих зеркалах и линзах», правильно описав закон преломления, эквивалентный закону Снеллиуса. Он использовал этот закон для вычисления оптимальных форм линз и изогнутых зеркал. В начале XI века Альхазен (Ибн аль-Хайтам) написал Книгу оптики (Китаб ал-маназир), в которой он исследовал отражение и преломление и предложил новую систему для объяснения зрения и света, основанную на наблюдении и эксперименте. Он отверг «теорию излучения», используемой в оптике Птолемея, то есть, когда для зрения необходимые лучи испускаются глазом, и вместо этого выдвинул идею о том, что свет отражается во всех направлениях по прямым линиям от всех точек наблюдаемых объектов и затем попадает в глаз, хотя не смог правильно объяснить, как глаз улавливает лучи. Работа Альхазена в основном игнорировалась в арабском мире, но она была анонимно переведена на латынь около 1200 года нашей эры, а затем резюмирована и расширена польским монахом Витело, что сделало её стандартным текстом по оптике в Европе на следующие 400 лет.
В 13 веке в средневековой Европе английский епископ Роберт Гроссетест писал по широкому кругу научных тем и обсуждал свет с четырёх различных точек зрения: эпистемологии света, метафизики или космогонии света, этиологии или физики света и богословии света, основанные на трудах Аристотеля и платонизме. Самый известный ученик Гроссетеста, Роджер Бэкон, написал работы, цитируя широкий спектр недавно переведённых работ по оптике и философии, включая работы Альхазена, Аристотеля, Авиценны, Аверроэса, Евклида, аль-Кинди, Птолемея, Тидеуса и Константина Африканского. Бэкон смог использовать части стеклянных сфер в качестве увеличительных стекол, чтобы продемонстрировать, что свет отражается от объектов, а не исходит от них.
Первые носимые очки были изобретены в Италии около 1286 года. Это было началом оптической индустрии шлифовки и полировки линз для этих «очков», сначала в Венеции и Флоренции в тринадцатом веке, а затем в центрах изготовления очков в Нидерландах и Германии. Создатели очков делали улучшенные типы линз для коррекции зрения, основанные больше на эмпирических знаниях, полученных при наблюдении за эффектами линз, а не на элементарной оптической теории того времени (теории, которая по большей части не могла даже адекватно объяснить, как работают очки). Это практическое развитие, мастерство и эксперименты с линзами привели непосредственно к изобретению составного оптического микроскопа около 1595 года и телескопа-рефрактора в 1608 году, оба из которых появились в центрах изготовления очков в Нидерландах.

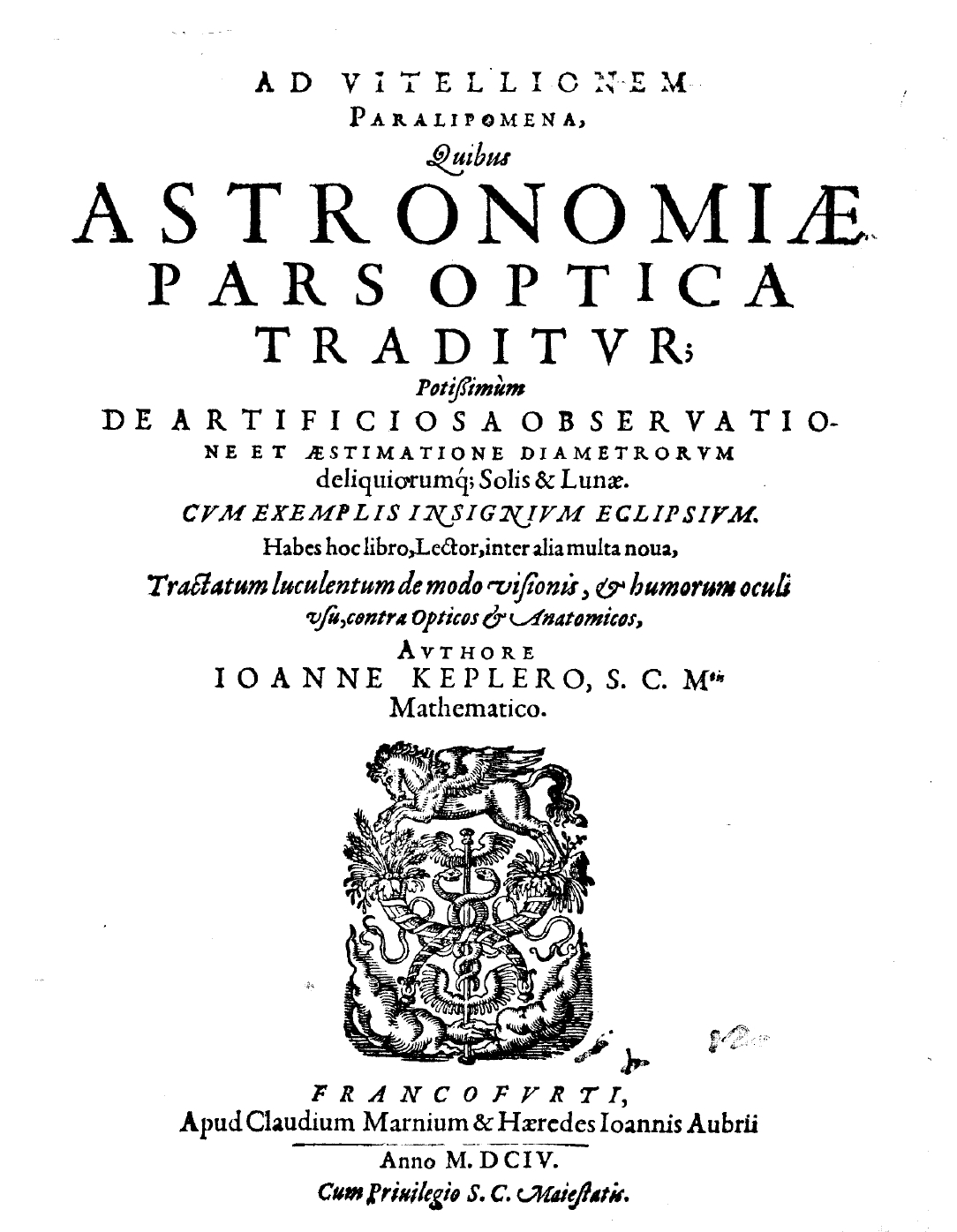
Первый трактат об оптике Иоганна Кеплера, Ad Vitellionem paralipomen quibus astronomiae pars optica traditur (1604 г.)

В начале XVII века Иоганн Кеплер дополнил геометрическую оптику в своих трудах, рассмотрев линзы, отражение плоскими и изогнутыми зеркалами, принципы камер-обскур, закон обратных квадратов, регулирующий интенсивность света, и оптические объяснения астрономических явлений, таких как лунные и солнечные затмения и астрономический параллакс. Он также смог правильно определить роль сетчатки как фактического органа, записывающего изображения, и наконец получил возможность с научной точки зрения количественно оценить эффекты различных типов линз, которые создатели очков наблюдали за предыдущие 300 лет. После изобретения телескопа Кеплер изложил теоретические основы того, как они работали, и описал улучшенную версию, известную как телескоп Кеплера, с использованием двух выпуклых линз для получения большего увеличения.

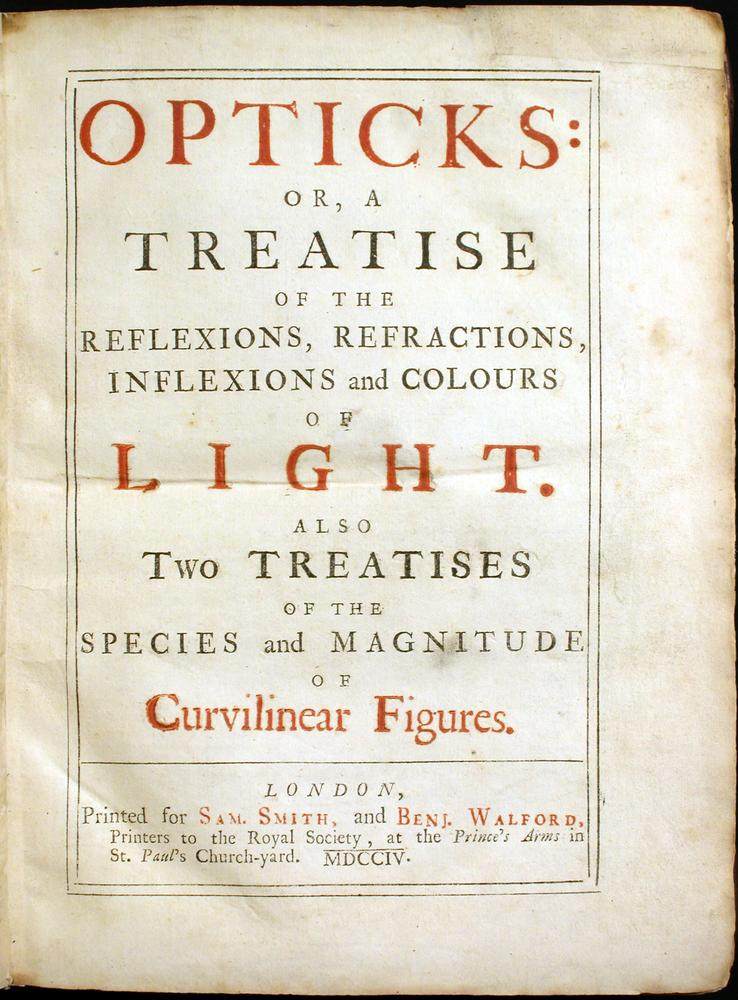
Обложка первого издания Оптики Ньютона (1704 г.)

Оптическая теория развивалась в середине XVII века с появлением трактатов, написанных философом Рене Декартом, в котором объяснялось множество оптических явлений, включая отражение и преломление, предполагая, что свет излучается объектами, которые его создали. Это существенно отличалось от древнегреческой теории излучения. В конце 1660-х — начале 1670-х годов Исаак Ньютон расширил идеи Декарта до корпускулярной теории света, определив, что белый свет представляет собой смесь цветов, которые можно разделить на составные части с помощью призмы. В 1690 году Христиан Гюйгенс предложил волновую теорию света, основанную на предположениях Роберта Гука в 1664 году. Сам Гук публично критиковал теории света Ньютона, и вражда между ними длилась до самой смерти Гука. В 1704 году Ньютон опубликовал «Оптику», и в то время, отчасти из-за его успехов в других областях физики, он, как правило, считался победителем в дебатах о природе света.
Ньютоновская оптика была общепринятой до начала 19 века, когда Томас Янг и Огюстен-Жан Френель провели эксперименты по интерференции света, которые твёрдо установили волновую природу света. Знаменитый эксперимент Юнга с двойной щелью показал, что свет следует принципу суперпозиции, который является волнообразным свойством, не предсказываемым теорией корпускул Ньютона. Эта работа привела к возникновению теории дифракции света и открыла целую область исследований в физической оптике. Волновая оптика была успешно объединена с теорией электромагнетизма Джеймсом Клерком Максвеллом в 1860-х годах.
Дальнейшее развитие оптической теории произошло в 1899 году, когда Макс Планк правильно смоделировал излучение чёрного тела, предположив, что обмен энергией между светом и веществом происходит только малыми порциями, которые он назвал квантами. В 1905 году Альберт Эйнштейн опубликовал теорию фотоэлектрического эффекта, которая твёрдо установила квантование самого света. В 1913 году Нильс Бор показал, что атомы могут излучать энергию только частями, объясняя тем самым дискретные линии, наблюдаемые в спектрах излучения и поглощения. Понимание взаимодействия между светом и материей, которое последовало за этими достижениями, не только легло в основу квантовой оптики, но и имело решающее значение для развития квантовой механики в целом. Конечная кульминация, теория квантовой электродинамики, объясняет всю оптику и электромагнитные процессы в целом как результат обмена реальными и виртуальными фотонами. Квантовая оптика приобрела практическое значение с изобретением мазера в 1953 г. и лазера в 1960 г.
Следуя работе Поля Дирака в квантовой теории поля, Джордж Сударшан, Рой Дж. Глаубер и Леонард Мандель применили квантовую теорию к электромагнитному полю в 1950-х и 1960-х годах, чтобы получить более подробное понимание фотодетектирования и статистических свойств света.

## Характеристики света
Длина световой волны {\displaystyle \lambda } зависит от скорости распространения волны в среде {\displaystyle v} и связана с нею и частотой {\displaystyle \nu } соотношением:
{\displaystyle \lambda ={\frac {v}{\nu }}={\frac {c}{n\nu }},}
где {\displaystyle n} — показатель преломления среды.
В общем случае показатель преломления среды является функцией длины волны: {\displaystyle n=n(\lambda )}. Зависимость показателя преломления от длины волны проявляется в виде явления дисперсии света.
Характеристиками света являются:
- спектральный состав, определяемый диапазоном длин волн света.
- обширный класс фотометрических величин, среди которых по широте использования выделяются энергетические и световые фотометрические величины.
- поляризация, определяемая изменением пространственной ориентации электрического вектора по мере распространения волны в пространстве.
- направление распространения луча света, совпадающее с направлением нормали к волновому фронту (при отсутствии явления двойного лучепреломления)[36].

### Скорость света
Универсальным понятием в физике является скорость света {\displaystyle c}. Её значение в вакууме представляет собой не только предельную скорость распространения электромагнитных колебаний любой частоты, но и вообще предельную скорость распространения информации или любого воздействия на материальные объекты. При распространении света в различных средах фазовая скорость света {\displaystyle v} обычно уменьшается: {\displaystyle v=c/n}, где {\displaystyle n} есть показатель преломления среды, характеризующий её оптические свойства и зависящий от частоты света: {\displaystyle n=n(\nu )}. В области аномальной дисперсии света показатель преломления может быть и меньше единицы, а фазовая скорость света больше {\displaystyle c}. Последнее утверждение не входит в противоречие с теорией относительности, поскольку передача информации с помощью света происходит не с фазовой, а, как правило, с групповой скоростью.

## Классическая оптика
В классической оптике выделяют два основных раздела: геометрическую (или лучевую) оптику и физическую (или волновую) оптику. В геометрической оптике предполагается, что свет распространяется по прямым путям, а в волновой оптике свет рассматривается как электромагнитная волна.
Геометрическую оптику можно рассматривать как первое приближение к волновой оптике, которое применяется, когда длина волны используемого света намного меньше, чем размер оптических элементов в моделируемой системе.

### Геометрическая оптика

Геометрия отражения и преломления световых лучей

Геометрическая оптика, или лучевая оптика, описывает распространение света в виде «лучей», которые показывают траекторию света, движущегося по прямым линиям и чьи пути регулируются законами отражения и преломления на границах раздела между различными средами. Эти законы были установлены эмпирически ещё в 984 году нашей эры и используются при разработке оптических компонентов и инструментов с тех пор и до наших дней. Их можно обобщить следующим образом:
Когда луч света попадает на границу между двумя прозрачными материалами, он разделяется на отражённый и преломлённый лучи.
Закон отражения гласит, что отражённый луч лежит в плоскости падения, а угол отражения равен углу падения.
Закон преломления гласит, что преломлённый луч лежит в плоскости падения, а синус угла падения, делённый на синус угла преломления, является постоянной величиной:
{\displaystyle {\frac {\sin {\theta _{1}}}{\sin {\theta _{2}}}}=n} ,
где n — константа для любых двух материалов и заданного цвета (длины волны) света. Если первым материалом является воздух или вакуум, n — показатель преломления второго материала.
Законы отражения и преломления можно вывести из принципа Ферма, который гласит, что путь, пройденный лучом света между двумя точками, — это путь, который можно пройти за наименьшее время.

#### Приближения
Геометрическую оптику часто упрощают, используя параксиальное приближение или «приближение малых углов». Тогда математическое поведение интересующих нас величин становится линейным, что позволяет описывать оптические компоненты и системы с помощью простых матриц. Это приводит к методам гауссовой оптики и параксиальной трассировки лучей, которые используются для определения основных свойств оптических систем, таких как приблизительное положение и увеличение изображения и объекта.

#### Отражения

Схема зеркального отражения

Отражения можно разделить на два типа: зеркальное отражение и диффузное отражение. Зеркальное отражение описывает блеск поверхностей, таких как зеркала, которые отражают свет простым и предсказуемым образом. Это позволяет создавать отражённые изображения, которые связаны с фактическим (реальным) или экстраполированным (виртуальным) местоположением в пространстве. Диффузное отражение описывает не глянцевые материалы, такие как бумага или камень. Отражения от этих поверхностей можно описать только статистически, с точным распределением отражённого света в зависимости от микроскопической структуры материала. Многие диффузные отражатели описываются или могут быть аппроксимированы законом косинуса Ламберта, который используется для поверхностей с одинаковой яркостью при наблюдении под любым углом. Глянцевые поверхности могут давать как зеркальное, так и диффузное отражение.
При зеркальном отражении направление отражённого луча определяется углом, под которым падающий луч образует нормаль к поверхности — линию, перпендикулярную поверхности в точке, где луч падает. Падающий и отражённый лучи и нормаль лежат в одной плоскости, а угол между отражённым лучом и нормалью к поверхности совпадает с углом между падающим лучом и нормалью. Это наблюдение известно как закон отражения.
Для плоских зеркал закон отражения подразумевает, что изображения объектов находятся в вертикальном положении и на том же расстоянии за зеркалом, что и объекты перед зеркалом. Размер изображения такой же, как и размер объекта. Закон также подразумевает, что зеркальные изображения инвертируются по чётности, что воспринимается глазом как инверсия влево-вправо. Изображения, сформированные в результате отражения в двух (или любом чётном количестве) зеркал, не инвертируются по чётности. Угловые отражатели создают отражённые лучи, которые возвращаются в том направлении, откуда пришли падающие лучи. Это устройство называется катафотом.
Зеркала с изогнутыми поверхностями можно моделировать с помощью трассировки лучей и использования закона отражения в каждой точке поверхности. Для зеркал с параболическими поверхностями параллельные лучи, падающие на зеркало, создают отражённые лучи, которые сходятся в общем фокусе. Другие изогнутые поверхности также могут фокусировать свет, но с аберрациями из-за расходящейся формы, из-за которых фокус размывается в пространстве. В частности, сферические зеркала демонстрируют сферическую аберрацию. Изогнутые зеркала могут формировать изображения с увеличением больше или меньше единицы, а увеличение может быть отрицательным, указывая на то, что изображение инвертировано. Вертикальное изображение, образованное отражением в зеркале, всегда виртуально, в то время как перевернутое изображение реально и может проецироваться на экран.

#### Преломление

Иллюстрация закона Снеллиуса для случая n_{1} < n_{2}, например для границы раздела воздух/вода

Преломление возникает, когда свет проходит через область пространства с переменным показателем преломления; этот явление позволяет использовать линзы для фокусировки света и построения изображений объектов.
Простейший случай преломления — когда имеется плоская граница раздела между однородной средой с показателем преломления {\displaystyle n_{1}} и другой средой с показателем преломления {\displaystyle n_{2}}. В таких ситуациях закон Снеллиуса описывает результирующее изменение направления распространения светового луча:
{\displaystyle n_{1}\sin \theta _{1}=n_{2}\sin \theta _{2},}
где {\displaystyle \theta _{1}} и {\displaystyle \theta _{2}} — углы между нормалью (к границе раздела) и падающим и преломленным лучами соответственно.
Причём преломления связан с фазовой скоростью света v в этой среде соотношением:
{\displaystyle n=c/v,}
где c — скорость света в вакууме.
Закон Снеллиуса можно использовать для вычисление отклонения световых лучей при их прохождении через ряд сред, если известны их показатели преломления и геометрическая форма. Например, при распространение света через прозрачную призму в воздухе световой луч изменяет направление распространения в зависимости от формы и ориентации призмы. В большинстве материалов показатель преломления зависит от длины волны (частоты) света. Если известна эта зависимость, то закон Снеллиуса можно использовать для предсказания того, как призма будет разлагать белый свет в спектр. Открытие явления разложения света в призме приписывают Исааку Ньютону.
Некоторые среды имеют показатель преломления, который плавно меняется в зависимости от координаты, и поэтому траектории световых лучей в среде искривлены. Этот эффект объясняет, в частности, миражи, наблюдаемые в жаркие дни: изменение показателя преломления воздуха с высотой заставляет световые лучи изгибаться вверх, создавая видимость зеркальных отражений на расстоянии (как при отражении от поверхности водоёма). Оптические материалы с переменными показателями преломления называются материалами с градиентным показателем преломления (GRIN). Такие материалы используются для изготовления оптических элементов с градиентным показателем преломления.
Для световых лучей, идущих от материала с высоким показателем преломления к материалу с низким показателем преломления, закон Снеллиуса предсказывает, что отсутствует угол {\displaystyle \theta _{2}}, при некоторых больших значениях {\displaystyle \theta _{1}}. В этом случае не происходит прохождения луча света во вторую среду, а весь свет отражается. Это явление называется полным внутренним отражением и используется в оптоволоконной технике. Когда свет проходит по оптическому волокну, он подвергается многократному полному внутреннему отражению, при этом практически не теряется по всей длине оптического волокна.

##### Линзы

Схема хода лучей в собирающей линзе при расположении объекта ближе фокуса

Оптический элемент, создающий сходящиеся или расходящиеся световые пучки света из-за преломления, называется линза. Основной параметр линзы — фокусное расстояние. Принято считать, что собирающая линза имеет положительное фокусное расстояние, а рассеивающая линза — отрицательное фокусное расстояние. Меньшее фокусное расстояние означает, что линза более сильно собирает или рассеивает пучок света. Фокусное расстояние простой линзы в воздухе определяется формулой линзы.
Преломление лучей в собирающей линзе объясняет формирования линзой действительного изображения. Для тонкой линзы в воздухе положение построенного ею изображения определяется простым выражением:
{\displaystyle {\frac {1}{S_{1}}}+{\frac {1}{S_{2}}}={\frac {1}{f}},}
где {\displaystyle S_{1}} — расстояние от объекта до линзы,
{\displaystyle S_{2}} — расстояние от линзы до изображения,
{\displaystyle f} — фокусное расстояние линзы.
В используемом здесь соглашении о знаках расстояния между объектом и изображением положительны, если объект и изображение находятся по разные стороны от линзы.

Параллельный пучок света проходящий через собирающую линзу. - радиусы сферический поверхностей линзы.

Изображения чёрных букв в тонкой выпуклой линзе с фокусным расстоянием показаны красным. Выбранные лучи показаны буквами и синим, зелёным и оранжевым цветом соответственно. Обратите внимание, что (в) имеет реальное и перевёрнутое изображение равного размера; (в точке) имеет изображение на бесконечности; а (при) — мнимое вертикальное изображение в два раза большего размера.

Входящие параллельные лучи фокусируются идеальной собирающей линзой в точку на расстоянии одного фокусного расстояния от линзы с другой стороны линзы. Эта точка называется задней фокусной точкой линзы. Лучи от объекта расположенном на некотором конечном расстоянии от линзы фокусируются дальше от линзы, за фокусным расстоянием. Чем ближе объект к линзе, тем дальше расположено изображение от неё.
В случае рассеивающих линз приходящие параллельные лучи расходятся после прохождения через линзу таким образом, что кажется, что они исходят из точки на расстоянии одного фокусного расстояния перед линзой. Эта точка называется передней фокусной точкой линзы. Лучи от объекта, расположенного на конечном расстоянии, связаны с мнимым изображением, которое находится ближе к линзе, чем точка фокусировки, и на той же стороне линзы, что и объект. Чем ближе объект к линзе, тем ближе мнимое изображение к ней. Как и в случае с зеркалами, вертикальные изображения, создаваемые одной линзой, являются мнимыми, а перевёрнутые изображения — реальными.
Недостаток простой линзы — ряд аберраций, искажающих изображение объекта. Монохроматические аберрации возникают из-за того, что форма линзы со сферическими поверхностями не позволяет идеально направлять лучи от некоторой точки объекта в одну точку изображения, в то время как хроматическая аберрация возникает из-за зависимости показателя преломления материала линзы от длины волны света.

### Волновая оптика
В волновой оптике считается, что свет распространяется как волна. Эта модель предсказывает такие явления, как интерференция и дифракция, которые не объясняются в рамках геометрической оптикой. Скорость световых волн в воздухе составляет примерно 3,0 × 10 8 м/с (ровно 299 792 458 м/с в вакууме). Длина волны видимого света лежит в диапазоне от 400 до 700 нм, но термин «свет» также часто применяется к излучению в инфракрасной (0,7-300 мкм) и ультрафиолетовой (10-400 нм) областях спектра.
Волновую модель можно использовать для предсказания поведения оптической системы, не требуя объяснения того, что «колеблется» в какой среде. До середины XIX века большинство физиков верило в «эфирную» среду, в которой распространяется световое возмущение. Существование электромагнитных волн было предсказано в 1865 году уравнениями Максвелла. Эти волны распространяются со скоростью света и имеют различные электрические и магнитные поля, ортогональные друг другу, а также направлению распространения. Световые волны в настоящее время обычно рассматриваются как электромагнитные волны, за исключением случаев, когда необходимо учитывать квантово-механические эффекты.

#### Моделирование и проектирование оптических систем с использованием волновой оптики
Для анализа и проектирования оптических систем доступно множество упрощённых приближений. В большинстве из них для представления электрического поля световой волны используется одна скалярная величина, а не векторная модель с ортогональными электрическими и магнитными полями. Уравнение Гюйгенса — Френеля — одна из таких моделей. Оно было получено эмпирическим путём Френелем в 1815 году на основе гипотезы Гюйгенса о том, что каждая точка волнового фронта генерирует вторичный сферический волновой фронт, который Френель объединил с принципом суперпозиции волн. Уравнение дифракции Кирхгофа, которое выводится с использованием уравнений Максвелла, ставит уравнение Гюйгенса — Френеля на более прочную физическую основу. Примеры применения принципа Гюйгенса — Френеля можно найти в статьях по дифракции и дифракции Фраунгофера.
Более строгие модели, включающие моделирование световой волны с использованием как электрического, так и магнитного полей требуются при работе с материалами, электрические и магнитные свойства которых влияют на взаимодействие света с материалом. Например, поведение световой волны, взаимодействующей с металлической поверхностью, сильно отличается от того, что происходит при взаимодействии света с диэлектрическим материалом. Векторная модель также должна использоваться для моделирования поляризованного света.
Методы численного моделирования, такие как метод конечных элементов, метод граничных элементов и матричный метод описания линий передачи могут использоваться для моделирования распространения света в системах, которые не могут быть решены аналитически. Такие модели требуют вычислений и обычно используются только для решения мелкомасштабных задач, требующих точности, превышающей ту, которая может быть достигнута с помощью аналитических решений.
Все результаты геометрической оптики можно восстановить с помощью методов Фурье-оптики, которые имеют отношение к многим из тех же математических и аналитических методов, используемых в инженерной акустике и при обработке сигналов.
Распространение гауссовых пучков — это простая параксиальная модель волновой оптики для распространения когерентного излучения, применяемого для лазерных лучей. Этот метод частично учитывает дифракцию, позволяя точно рассчитать скорость, с которой лазерный луч расширяется с пройденным расстоянием, и минимальный размер, до которого луч может быть сфокусирован. Таким образом, метод распространения гауссова пучка устраняет разрыв между геометрической и волновой оптикой.

#### Суперпозиция и интерференция
В отсутствие нелинейных эффектов принцип суперпозиции можно использовать для предсказания формы взаимодействующих сигналов путём простого добавления возмущений. Это взаимодействие волн для создания результирующей картины обычно называется «интерференцией» и может привести к множеству эффектов. Если две волны с одинаковой длиной волны и частоты находятся в фазе, то гребни и впадины волн совпадают. Это приводит к конструктивной интерференции и увеличению амплитуды волны, что для света связано с осветлением в этой точки максимума. В другом случае, если две волны с одинаковой длиной волны и частоты не совпадают по фазе, то гребни волн будут совпадать с впадинами волн и наоборот. Это приводит к деструктивной интерференции и уменьшению амплитуды волны, что для света связано с затемнением в этой точке минимума. См. Иллюстрацию этого эффекта ниже.
| комбинированная форма волны |                  |                                |
| волна 1                     |                  |                                |
| волна 2                     |                  |                                |
|                             | Две волны в фазе | Две волны в противофазе (180°) |

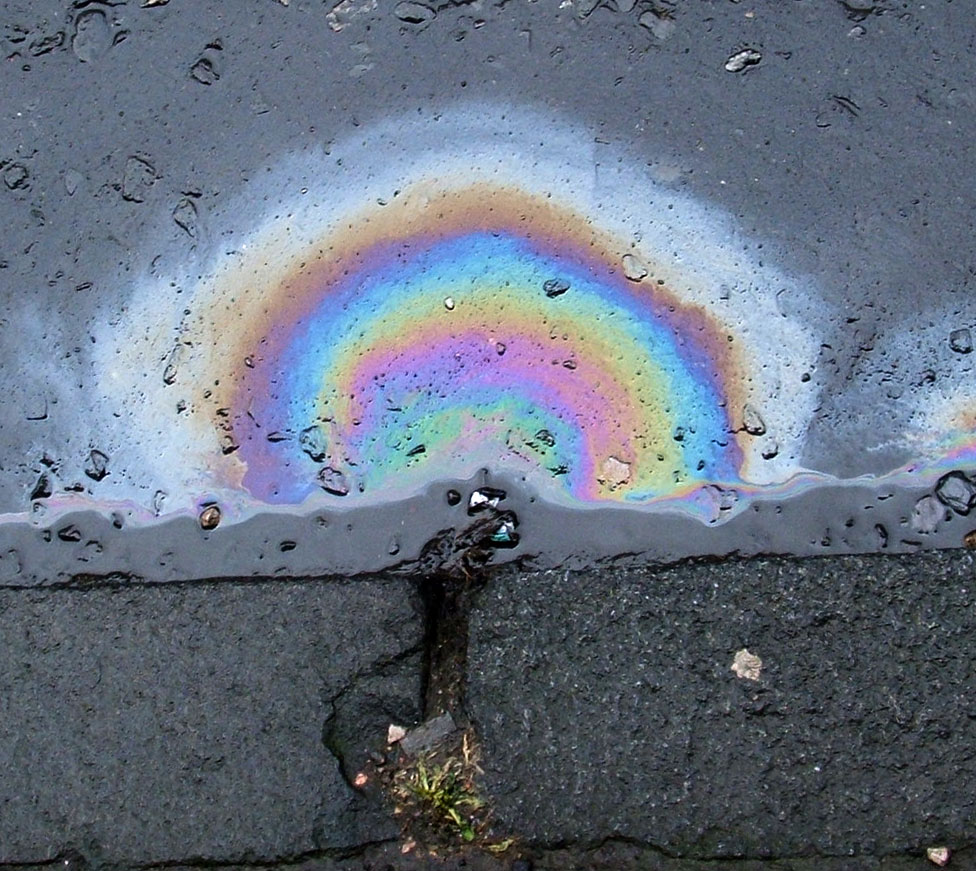
При разливе масла или топлива из-за интерференции света в тонких плёнках образуются красочные узоры.

Поскольку принцип Гюйгенса — Френеля гласит, что каждая точка волнового фронта связана с созданием нового возмущения, то волновой фронт может конструктивно или деструктивно интерферировать с самим собой в разных точках пространства, создавая яркие и тёмные полосы с регулярными и предсказуемыми картинами. Интерферометрия — это наука об измерении этих структур обычно используется как средство точного определения расстояний или углового разрешения. Интерферометр Майкельсона использовал интерференционные эффекты для точного измерения скорости света.
Внешний вид тонких плёнок и покрытий напрямую зависит от интерференционных эффектов. В антиотражающих покрытиях используется деструктивная интерференция для уменьшения отражательной способности покрываемых поверхностей, и их можно использовать для минимизации бликов и нежелательных отражений. Самый простой случай — это однослойное покрытие толщиной в четверть длины волны падающего света. Тогда отражённая волна от верхней части плёнки и отражённая волна от границы раздела плёнка/материал сдвинуты по фазе ровно на 180 °, вызывая деструктивную интерференцию. Волны не совпадают по фазе только для одной длины волны, которая обычно выбирается так, чтобы она находилась около центра видимого спектра, около 550 нм. Более сложные конструкции, использующие несколько слоёв, могут обеспечить низкий коэффициент отражения в широком диапазоне или чрезвычайно низкий коэффициент отражения на одной длине волны.
Конструктивная интерференция в тонких плёнках может создавать сильное отражение света в диапазоне длин волн, который может быть узким или широким в зависимости от конструкции покрытия. Эти плёнки используются для изготовления диэлектрических зеркал, интерференционных фильтров, теплоотражателей и фильтров для цветоделения в цветных телевизионных камерах. Этот эффект интерференции также является причиной появления красочных радужных узоров на нефтяных пятнах.

#### Дифракция и оптическое разрешение

Дифракция на двух щелях, разделённых расстоянием. Яркие полосы появляются вдоль линий, где чёрные линии пересекаются с чёрными линиями, а белые линии пересекаются с белыми линиями.

Дифракция — это процесс, при котором чаще всего наблюдается интерференция света. Эффект был впервые описан в 1665 году Франческо Мария Гримальди, который также ввёл термин от латинского diffringere, «разбивать на части». Позже в том же столетии Роберт Гук и Исаак Ньютон также описали это явление, которое теперь известно как дифракция в кольцах Ньютона в то время как Джеймс Грегори записал свои наблюдения дифракционных картин от птичьих перьев.
Первая модель дифракции, основанная на принципе Гюйгенса — Френеля, была разработана в 1803 году Томасом Янгом в его экспериментах по интерференции с интерференционными картинами двух близко расположенных щелей. Янг показал, что его результаты можно объяснить только в том случае, если две щели действовали как два уникальных источника световых волн, а не корпускул. В 1815 и 1818 годах Огюстен-Жан Френель дал математическое описание того, как интерференция волн может объяснить дифракцию.
В простейших физических моделях дифракции используются уравнения, которые описывают угловое разделение светлых и тёмных полос из-за света определённой длины волны (λ). В общем случае уравнение принимает вид
{\displaystyle m\lambda =d\sin \theta }
где {\displaystyle d} — расстояние между двумя источниками волнового фронта (в случае экспериментов Юнга это были две щели), {\displaystyle \theta } — угловое расстояние между центральной полосой и полосой {\displaystyle m}-того порядка, где центральный максимум наблюдается при {\displaystyle m=0}.
Это уравнение немного изменено, чтобы учесть различные ситуации, такие как дифракция через одну щель, дифракция через несколько щелей или дифракция через дифракционную решетку, которая содержит большое количество щелей с одинаковым расстоянием между атомами. Более сложные модели дифракции требуют работы теорией дифракции Френеля или Фраунгофера.
Дифракция рентгеновских лучей использует тот факт, что атомы в кристалле расположены на одинаковых расстояниях друг от друга порядка одного ангстрема. Чтобы увидеть дифракционные картины, через кристалл пропускают рентгеновские лучи с длинами волн, близкими к этому расстоянию. Поскольку кристаллы представляют собой трёхмерные объекты, а не двумерные решётки, соответствующая дифракционная картина изменяется в двух направлениях в соответствии с брэгговским отражением, при этом соответствующие яркие пятна появляются в виде уникальных узоров (для каждого кристалла) и {\displaystyle d} вдвое больше расстояния между атомами.
Эффекты дифракции ограничивают способность оптического детектора разрешать отдельные источники света. В общем, свет, проходящий через апертуру, будет испытывать дифракцию, и лучшие изображения, которые могут быть созданы (как описывается оптикой при приближении к дифракционному пределу), выглядят как центральное пятно с окружающими яркими кольцами, разделёнными тёмными областями; этот узор известен как узор Эйри, а центральная яркая область — как диск Эйри. Размер такого диска определяется выражением
{\displaystyle \sin \theta =1.22{\frac {\lambda }{D}}}
где θ — угловое разрешение, λ — длина волны света, а D — диаметр апертуры линзы. Если угловое расстояние между двух точек значительно меньше углового радиуса диска Эйри, то две точки не могут быть разрешены на изображении, но если их угловое расстояние намного больше, то формируются отдельные изображения двух точек, и их можно разрешить. Рэлей определил экспериментальный «критерий Рэлея», согласно которому две точки, угловое разделение которых равно радиусу диска Эйри (измеренному до первого нуля, то есть до первого места, где наблюдается затемнение), могут считаться разрешёнными. Видно, что чем больше диаметр объектива или его чистовая апертура, тем чётче разрешение. Астрономическая интерферометрия, с её способностью имитировать чрезвычайно большие базовые апертуры обеспечивает максимально возможное угловое разрешение.
При построении астрономических изображений атмосфера не позволяет достичь оптимального разрешения в видимом спектре из-за атмосферного рассеяния и дисперсии, которые вызывают мерцание звезд. Астрономы называют этот эффект качеством астрономической видимости. Такие методы, известные как методы адаптивной оптики, использовались для устранения атмосферных искажений изображений и достижения результатов, приближающихся к дифракционному пределу.

#### Дисперсия и рассеяние

Концептуальная анимация рассеивания света через призму. Высокочастотный (синий) свет отклоняется больше всего, а низкочастотный (красный) — меньше всего.

Процессы преломления происходят в области применения волновой оптики, где длина волны света аналогична другим расстояниям, как своего рода рассеяние. Простейшим типом рассеяния является томсоновское рассеяние, которое возникает, когда электромагнитные волны отклоняются отдельными частицами. В пределе томсоновского рассеяния, в котором очевидна волнообразная природа света, свет рассеивается независимо от частоты, в отличие от комптоновского рассеяния, которое зависит от частоты и является строго квантово-механическим процессом, включающим корпускулярную природу света. В статистическом смысле упругое рассеяние света многочисленными частицами, размер которых намного меньше длины волны света, представляет собой процесс, известный как рассеяние Рэлея, в то время как аналогичный процесс рассеяния на частицах с одинаковой или большей длиной волны известен как рассеяние Ми, которое приводит к эффекту Тиндаля. Небольшая часть рассеянного света атомами или молекулами может подвергаться рамановскому рассеянию, при котором частота света изменяется из-за возбуждения атомов и молекул. Рассеяние Мандельштама — Бриллюэна возникает, когда частота света изменяется из-за локальных изменений во времени и вибраций плотного материала.
Дисперсия возникает, когда разные частоты электромагнитного спектра имеют разные фазовые скорости из-за свойств материала (дисперсия материала) или геометрии оптического волновода (волноводная дисперсия). Самая известная форма дисперсии — это уменьшение показателя преломления с увеличением длины волны, которое наблюдается в большинстве прозрачных материалов. Это явление называется «нормальной дисперсией».оно наблюдается во всех диэлектрических материалах в тех диапазонах длин волн, где материал не поглощает свет. В диапазонах длин волн, где среда имеет значительное поглощение, показатель преломления может увеличиваться с увеличением длины волны. Это явление называется «аномальной дисперсией».
Разделение цветов призмой — пример нормальной дисперсии. На поверхности призмы закон Снеллиуса предсказывает, что свет, падающий под углом θ к нормали, будет преломляться под углом arcsin (sin(θ)/n). Таким образом, синий свет с его более высоким показателем преломления изгибается сильнее, чем красный свет, что приводит к хорошо известному радужному узору.

Дисперсия: две синусоиды, распространяющиеся с разными скоростями, образуют движущуюся интерференционную картину. Красная точка движется с фазовой скоростью, а зеленые точки — с групповой скоростью. В этом случае фазовая скорость в два раза больше групповой скорости. Красная точка обгоняет две зеленые точки при движении слева направо от фигуры. Фактически, отдельные волны (которые распространяются с фазовой скоростью) покидают волновой пакет (который движется с групповой скоростью).

Дисперсия материала часто характеризуется числом Аббе, которое даёт простую меру дисперсии на основе показателя преломления для трёх конкретных длинах волн. Дисперсия волновода зависит от постоянной распространения. Оба вида дисперсии вызывают изменения групповых характеристик волны, то есть свойств волнового пакета, которые изменяются с той же частотой, что и амплитуда электромагнитной волны. «Дисперсия групповой скорости» проявляется как расплывание сигнальной «огибающей» излучения и может быть количественно определена с помощью параметра задержки групповой дисперсии:
{\displaystyle D={\frac {1}{v_{g}^{2}}}{\frac {dv_{g}}{d\lambda }}}
где {\displaystyle v_{g}} — групповая скорость волны. Для однородной среды групповая скорость равна
{\displaystyle v_{g}=c\left(n-\lambda {\frac {dn}{d\lambda }}\right)^{-1}}
где n — показатель преломления, а c — скорость света в вакууме. Это даёт более простую форму для параметра задержки дисперсии:
{\displaystyle D=-{\frac {\lambda }{c}}\,{\frac {d^{2}n}{d\lambda ^{2}}}.}
Если D меньше нуля, то говорят, что среда имеет положительную дисперсию или нормальную дисперсию. Если D больше нуля, то среда обладает отрицательной дисперсией. Если импульс света распространяется через среду с нормальной дисперсией, в результате более высокочастотные компоненты замедляются больше, чем низкочастотные компоненты. Таким образом, импульс становится положительно линейно модулированным или повышающим, частота которого увеличивается со временем. Это приводит к тому, что спектр света, исходящий из призмы, выглядит так, чтобы красный свет был наименее преломлённым, а синий или фиолетовый свет — наиболее отклонённым. И наоборот, если импульс проходит через среду с аномальной (отрицательной) дисперсией, высокочастотные компоненты перемещаются быстрее, чем низкочастотные, и импульс становится отрицательно линейно модулированным или понижающим, уменьшаясь по частоте со временем.
Результатом разброса групповой скорости, положительного или отрицательного, в конечном итоге является расплывание импульса во времени. Это делает управление дисперсией чрезвычайно важным в системах оптической связи на основе оптических волокон, поскольку, если дисперсия слишком высока, каждая группа импульсов, передающих информацию, будет распространяться во времени и сливаться, что делает невозможным извлечение полезного сигнала.

#### Поляризация
Поляризация — это общее свойство волн, которое описывает ориентацию их колебаний. Для поперечных волн, таких как многие электромагнитные волны, она описывает ориентацию колебаний в плоскости, перпендикулярной направлению распространения волны. Колебания могут быть ориентированы в одном направлении (линейная поляризация) или направление колебаний может вращаться по мере распространения волны (круговая или эллиптическая поляризации). Волны с круговой поляризацией могут вращаться вправо или влево по отношению к направлению движения, и какое из этих двух вращений присутствует в волне, называется хиральностью волны.
Типичный способ рассмотрения поляризации — отслеживание ориентации вектора электрического поля при распространении электромагнитной волны. Вектор электрического поля плоской волны можно условно разделить на две перпендикулярные составляющие, обозначенные x и y (где вектор z указывает направление движения). Форма, очерченная в плоскости xy вектором электрического поля, представляет собой фигуру Лиссажу, которая описывает состояние поляризации. На следующих рисунках показаны некоторые примеры эволюции вектора электрического поля (синий) во времени (вертикальные оси) в определённой точке пространства вместе с его компонентами x и y (красный/левый и зелёный/правый) и путь, прочерчиваемый вектором в плоскости (фиолетовый): такая же зависимость от времени будет наблюдаться, если смотреть на электрическое поле в конкретный момент времени при перемещении точки в пространстве в направлении, противоположном распространению волны.
На крайнем левом рисунке компоненты x и y световой волны синфазны. В этом случае соотношение их величин постоянно, поэтому направление электрического вектора (векторная сумма этих двух компонентов) постоянно. Поскольку кончик вектора очерчивает одну линию на плоскости, то этот частный случай называется линейной поляризацией. Направление этой линии зависит от относительных амплитуд двух компонент электрического поля.
На среднем рисунке две ортогональные составляющие имеют одинаковые амплитуды и сдвинуты по фазе на 90 °. В этом случае одна компонента электрического поля равна нулю, когда другая имеет максимальную или минимальную амплитуды. Есть два возможных фазовых соотношения, которые удовлетворяют этому требованию: компонента x может опережать на 90 ° компоненты y или она может запаздывать на 90 ° от компоненты y. В этом частном случае электрический вектор очерчивает круг в плоскости, поэтому такая поляризация называется круговой поляризацией. Направление вращения в круге зависит от того, какое из двухфазных соотношений реализуется, и соответствует правой круговой поляризации и левой круговой поляризации.
Во всех других случаях, когда две компоненты электрического поля либо не имеют одинаковых амплитуд и их разность фаз не равна нулю и не кратна 90 °, поляризация называется эллиптической поляризацией, потому что электрический вектор очерчивает эллипс в плоскости (эллипс поляризации). Это показано на рисунке справа. Подробное математическое описание поляризации выполняется с использованием исчисления Джонса и характеризуется параметрами Стокса.

##### Изменение поляризации
Среды с разными показателями преломления для разных поляризаций волн называются двулучепреломляющими. Хорошо известные проявления этого эффекта наблюдаются в оптических волновых пластинах (для линейных мод) и во вращении Фарадея, оптическом вращении (для круговых мод). Если длина пути в двулучепреломляющей среде достаточна, плоские волны будут выходить из материала с существенно изменёнными направлениями распространения из-за преломления. Например, это относится к макроскопическим кристаллам кальцита, которые демонстрируют наблюдателю два смещённых ортогонально поляризованных изображения всего, что просматривается через них. Именно этот эффект помог Эразму Бартолину открыть поляризацию света в 1669 году. Кроме того, фазовый сдвиг и, следовательно, изменение состояния поляризации обычно зависит от частоты, что в сочетании с дихроизмом часто приводит к появлению ярких цветов и радужных эффектов. В минералогии такие свойства, известные как плеохроизм, часто используют для идентификации минералов с помощью поляризационных микроскопов. Кроме того, многие пластмассы, которые обычно не обладают двойным лучепреломлением, становятся таковыми под воздействием механического напряжения, что проявляется в таком явлении как фотоупругость. Методы, не использующие двойное лучепреломление для поворота линейной поляризации световых лучей, включают использование призматических вращателей поляризации, которые используют полное внутреннее отражение в составных призмах, предназначенных для эффективного коллинеарного пропускания света.

Поляризатор, изменяющий ориентацию линейно поляризованного света.
На этом рисунке θ_{1} — θ_{0} = θ_{i}.

Среды, которые уменьшают амплитуду волн с определённой поляризацией, называются дихроичными, при этом устройства, которые блокируют почти всё излучение в какой-то одной моде, известны как поляризационные фильтры или просто «поляризаторы». Закон Малюса, названный в честь Этьена Луи Малюса, гласит, что когда идеальный поляризатор помещается в линейно поляризованный луч света, интенсивность, проходящего через него света, определяется выражением
{\displaystyle I=I_{0}\cos ^{2}\theta _{i}\quad ,}
где
I 0 — начальная интенсивность,
и θi — угол между начальным направлением поляризации света и осью поляризатора.
Луч неполяризованного света можно представить как содержащий однородную смесь линейных поляризаций под всеми возможными углами. Поскольку среднее значение {\displaystyle \cos ^{2}\theta } равно 1/2, то коэффициент пропускания становится равным
{\displaystyle {\frac {I}{I_{0}}}={\frac {1}{2}}\quad }
На практике часть света теряется в поляризаторе, и фактическое пропускание неполяризованного света будет несколько ниже, чем это значение, около 38 % для поляризаторов типа Polaroid, но значительно выше (> 49,9 %) для некоторых типов двулучепреломляющих призм.
Помимо двойного лучепреломления и дихроизма в сплошных средах, эффекты поляризации могут возникать на (отражающей) границе между двумя материалами с разными показателями преломления. Этот эффект рассчитывается по формулам Френеля. Часть волны проходит во вторую среду, а часть отражается, причём это соотношение зависит от угла падения и угла преломления. Таким образом, волновая оптика предсказывает угол Брюстера. Когда свет отражается от тонкой плёнки на поверхности, интерференция между отражениями от поверхностей плёнки может вызвать поляризацию отражённого и проходящего света.

##### Естественный свет

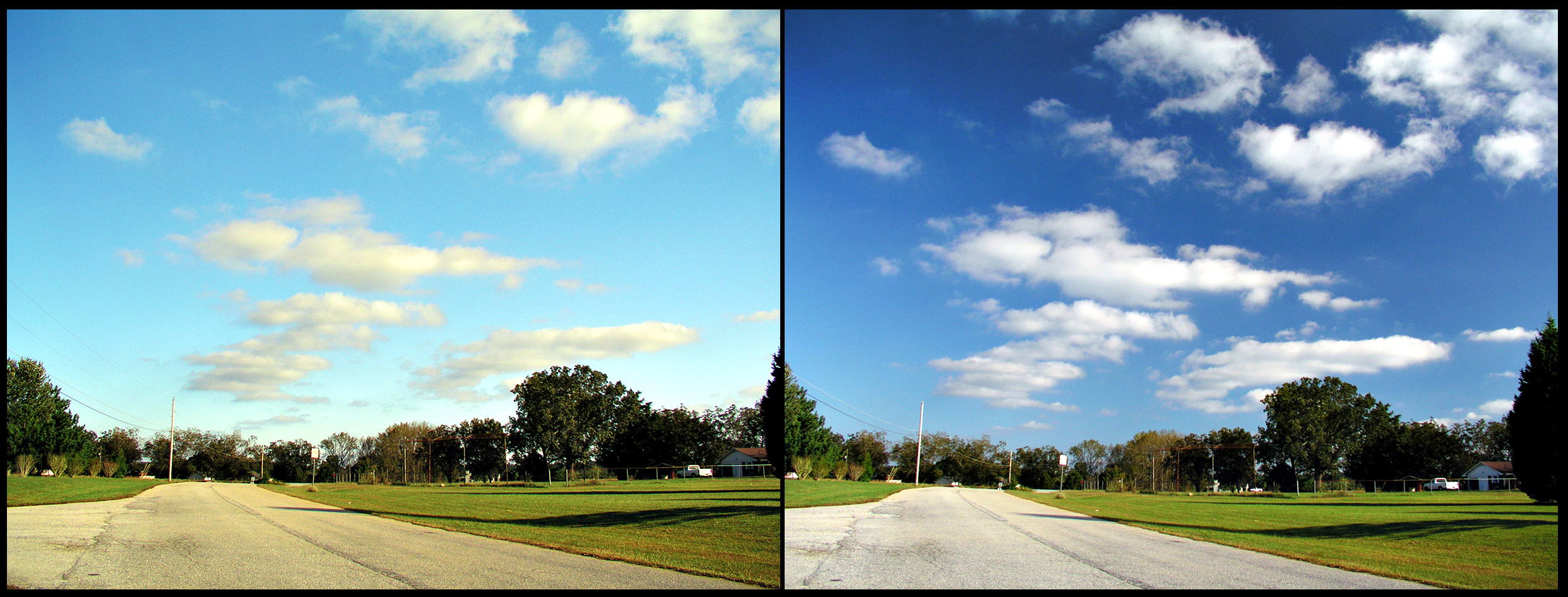
Эффект поляризационного фильтра на изображение неба на фотографии. Левый снимок сделан без поляризатора. Для правого изображения поляризационный фильтр был настроен так, чтобы исключить определённые поляризации рассеянного голубого света неба.

Большинство источников электромагнитного излучения содержат большое количество атомов или молекул, излучающих свет. Ориентация электрических полей, создаваемых этими излучателями, может не коррелировать, и в этом случае свет считается неполяризованным. Если существует частичная корреляция между излучателями, то свет называют частично поляризованным. Если поляризация согласована по всему спектру источника, частично поляризованный свет можно описать как суперпозицию полностью неполяризованной компоненты и полностью поляризованной. Затем можно использовать описание света в терминах степени поляризации и параметров эллипса поляризации.
Свет, отражённый от блестящих прозрачных материалов, частично или полностью поляризован, за исключением случаев, когда свет направлен перпендикулярно поверхности. Именно этот эффект позволил математику Этьену Луи Малюсу провести измерения, которые позволили ему разработать первые математические модели поляризованного света. Поляризация может возникать при рассеивании света в атмосфере. Рассеянный свет создаёт яркость и цвет чистого неба. Этой частичной поляризацией рассеянного света можно воспользоваться, используя поляризационные фильтры для затемнения неба на фотографиях. Оптическая поляризация имеет принципиальное значение в химии из-за кругового дихроизма и оптического вращения («круговое двулучепреломление»), проявляемых оптически активными (хиральными) молекулами.

## Современная оптика
Современная оптика охватывает области оптики и техники, ставшие популярными в 20 веке. Эти области оптики обычно связаны с электромагнитными или квантовыми свойствами света, но включают и другие темы. Основной подраздел современной оптики — квантовая оптика, рассматривает квантово-механические свойства света. Квантовая оптика — это не только теория; работа некоторых современных устройств, таких как лазеры, основываются на принципах работы, исследуемых в квантовой механике. Детекторы света, такие как фотоумножители и канатроны, используются для детектирования отдельных фотонов. Электронные датчики изображения, такие как ПЗС-матрицы, демонстрируют дробовой шум, соответствующий статистике отдельных фотонных событий. Принципы работы светодиодов и фотоэлектрических элементов тоже нельзя понять без использования аппарата квантовой механики. При изучении этих устройств квантовая оптика часто пересекается с квантовой электроникой.
Специальные области оптических исследований включают изучение того, как свет взаимодействует с конкретными материалами, такими как кристаллооптика и оптика метаматериалов. Другие исследования сосредоточены на феноменологии электромагнитных волн в сингулярной оптике, оптике без визуализации, нелинейной оптике, статистической оптике и радиометрии. Вдобавок компьютерные инженеры проявили интерес к интегрированной оптике, машинному зрению и фотонным вычислениям как возможным компонентам компьютеров «следующего поколения».
Сегодня чистая наука об оптике называется оптической наукой или физикой атомов и молекул, чтобы отличить её от прикладных оптических наук, которые называются инженерной оптикой. Основные области оптической инженерии включают светотехнику, фотонику и оптоэлектронику с практическими приложениями, такими как проектирование линз, изготовление и тестирование оптических компонент и обработка изображений. Некоторые из этих областей пересекаются, с расплывчатыми границами между терминами субъектов, которые означают несколько разные вещи в разных частях мира и в разных областях промышленности. Профессиональное сообщество исследователей нелинейной оптики сформировалось за последние несколько десятилетий благодаря достижениям в лазерных технологиях.

### Лазеры

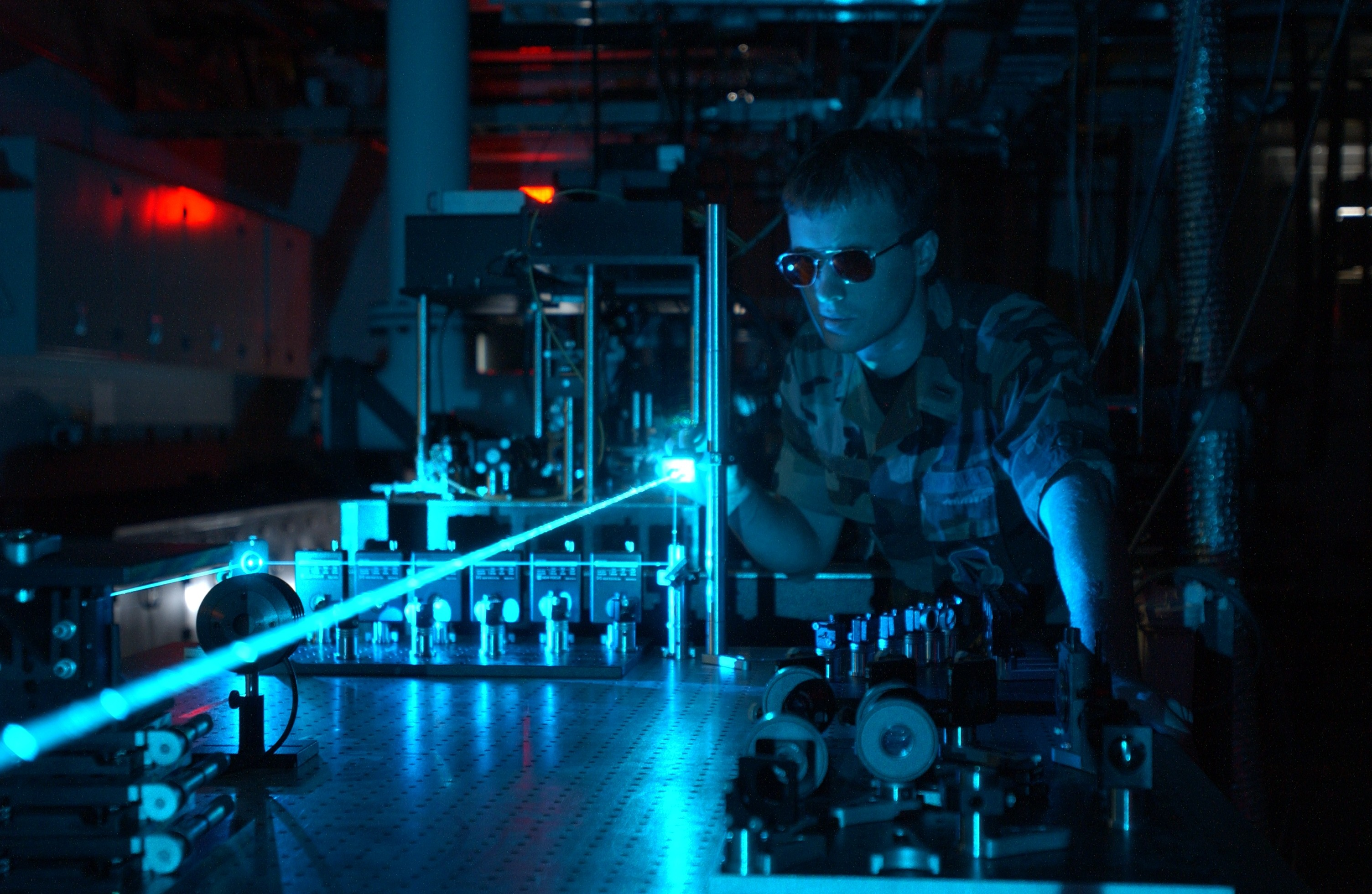
Подобные эксперименты с мощными лазерами являются частью современных оптических исследований.

Лазер — это устройство, которое излучает свет, своего рода электромагнитное излучение, посредством процесса, называемого вынужденным излучением. Термин «лазер» является аббревиатурой от английского англ. Light Amplification by Stimulated Emission of Radiation («Усиление света за счёт вынужденного излучения»). Лазерный свет обычно пространственно когерентен, что означает, что свет либо излучается узким пучком с малой расходимостью, либо может быть преобразован в пучок с помощью оптических компонентов, таких как линзы. Поскольку СВЧ — эквивалент лазера, мазер, был разработан первым, устройства, которые излучают СВЧ и радио частоты обычно называют мазеры.

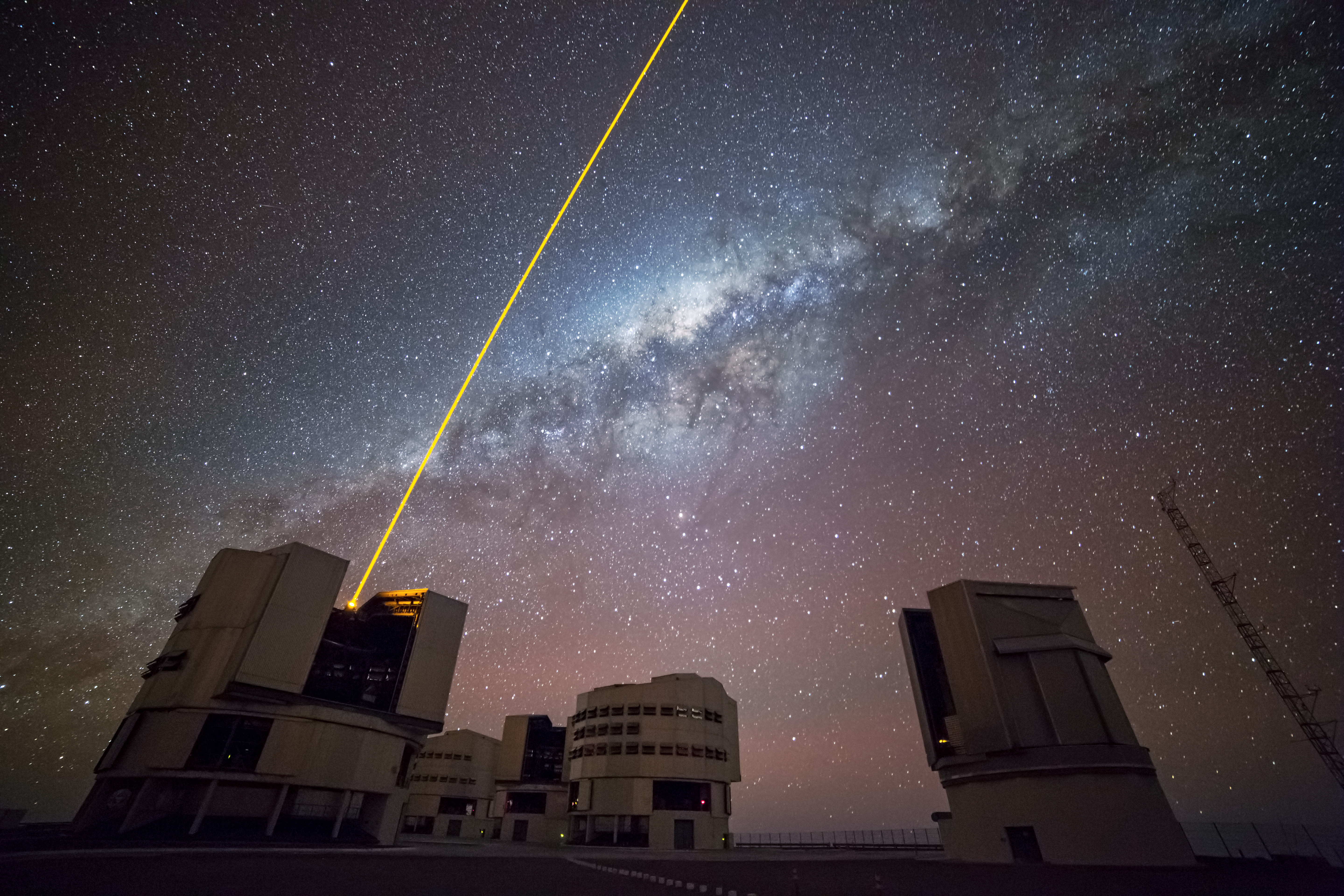
Телескоп VLT, направляемый лазером.

Первый рабочий лазер был продемонстрирован 16 мая 1960 года Теодором Майманом в исследовательских лабораториях Хьюза. Когда они впервые были изобретены, их называли «решением, ищущим проблему». С тех пор лазеры стали многомиллиардной отраслью, находящей применение в тысячах самых разнообразных приложениях. Первым применением лазеров, видимых в повседневной жизни населения в целом, был сканер штрих-кода в супермаркете, представленный в 1974 году. Плеер для лазерных дисков, представленный в 1978 году, был первым успешным потребительским продуктом, включающим лазер, но проигрыватель компакт-дисков был первым устройством, оснащённым лазером, которое стало по-настоящему распространённым в домах потребителей, начиная с 1982 года. В этих оптических запоминающих устройствах используется полупроводниковый лазер шириной менее миллиметра для сканирования поверхности диска с целью чтения данных. Волоконно-оптическая связь основана на использовании лазеров для передачи больших объёмов информации со скоростью сравнимой со скоростью света. К другим распространённым применениям лазеров относятся лазерные принтеры и лазерные указки. Лазеры используются в медицине в таких областях, как бескровная хирургия, лазерная хирургия глаза, лазерная захватывающая микродиссекция и в военных приложениях, такие как системы ПРО, электро-оптические контрмеры (EOCM) и лидарах. Лазеры также используются в голограммах, лазерной графике, лазерных световых шоу и лазерной эпиляции.

### Эффект Капицы — Дирака
Эффект Капицы — Дирака заставляет пучки частиц дифрагировать в результате встречи со стоячей волной света. Световые пучки можно использовать для позиционирования частиц материи с помощью различных явлений (см. Оптический пинцет).

## Приложения
Оптика — это часть повседневной жизни. Повсеместное распространение зрительных систем в биологии указывает на центральную роль оптики как науки об одном из пяти чувств. Многие люди выигрывают от очков или контактных линз, а оптика является неотъемлемой частью функционирования многих потребительских товаров, включая камеры. Радуги и миражи — примеры оптических явлений. Оптическая связь обеспечивает основу как для Интернета, так и для современной телефонии.

### Человеческий глаз

Модель человеческого глаза. В этой статье упоминаются следующие особенности: 1. стекловидное тело 3. цилиарная мышца, 6. зрачок, 7. передняя камера, 8. роговица, 10. кора хрусталика, 22. зрительный нерв, 26. центральная ямка, 30. сетчатка.

Человеческий глаз фокусирует свет на слой фоторецепторных клеток, называемый сетчаткой, который образует внутреннюю поверхность задней части глаза. Фокусировка осуществляется серией прозрачных материалов. Свет, попадающий в глаз, сначала проходит через роговицу, которая обеспечивает большую часть оптической силы глаза. Затем свет проходит через жидкость сразу за роговицей — в переднюю камеру, а затем проходит через зрачок. Затем свет проходит через линзу, которая дополнительно фокусирует свет и позволяет регулировать фокусировку. Затем свет проходит через основной объём жидкости в глазу — стекловидное тело — и достигает сетчатки. Клетки сетчатки покрывают заднюю часть глаза, за исключением места выхода зрительного нерва; это приводит к существованию слепого пятна.
Есть два типа фоторецепторных клеток, палочки и колбочки, которые чувствительны к различным аспектам света. Стержневые клетки чувствительны к интенсивности света в широком диапазоне частот, поэтому отвечают за чёрно-белое зрение. Клетки палочек не присутствуют в ямке, области сетчатки, ответственной за центральное зрение, и не так чувствительны, как клетки колбочек, к пространственным и временным изменениям света. Однако в сетчатке имеется в двадцать раз больше стержневых клеток, чем колбочек, поскольку стержневые клетки расположены на большей площади. Из-за чего стержни отвечают за периферическое зрение.
Напротив, колбочки менее чувствительны к общей интенсивности света, но бывают трёх разновидностей, которые чувствительны к разным частотным диапазонам и, таким образом, используются для восприятия цвета и фотопического зрения. Конусные клетки сильно сконцентрированы в ямке и отвечают за высокую остроту зрения, что означает, что они имеют лучшее пространственное разрешение, чем палочки. Поскольку колбочки не так чувствительны к тусклому свету, как палочки, в большинстве случаев за ночное зрение отвечают палочки. Точно так же, поскольку клетки колбочек находятся в ямке, центральное зрение (включая зрение, необходимое для чтения, работы с мелкими деталями, например шитья или тщательного изучения объектов) осуществляется колбочками.
Ресничные мышцы вокруг хрусталика позволяют регулировать фокусировку глаза. Этот процесс известен как аккомодация. Близкая точка и дальняя точка определяют ближайшие и отдалённые расстояния от глаз, при котором объект может быть рассмотрен в фокусе. Для человека с нормальным зрением дальняя точка находится в бесконечности (горизонте). Расположение ближайшей точки зависит от того, насколько мышцы могут увеличить кривизну хрусталика, и насколько негибким стал хрусталик с возрастом. Оптометристы, офтальмологи и оптики обычно считают подходящую близкую точку ближе, чем нормальное расстояние для чтения — примерно 25 см.
Дефекты зрения можно объяснить с помощью оптических принципов. С возрастом хрусталик становится менее гибким, и ближняя точка отдаляется от глаза — состояние, известное как пресбиопия. Точно так же люди, страдающие дальнозоркостью, не могут уменьшить фокусное расстояние своих хрусталиков до такой степени, чтобы на их сетчатке отображались близлежащие объекты. И наоборот, люди, которые не могут увеличить фокусное расстояние своих хрусталиков до такой степени, чтобы на сетчатке отображались удалённые объекты, страдают миопией и имеют дальнюю точку, которая значительно ближе, чем бесконечность (горизонт). Состояние, известное как астигматизм, возникает, когда роговица не сферическая, а более изогнута в одном направлении. Это приводит к тому, что горизонтально вытянутые объекты фокусируются на разных частях сетчатки, отличными от частей на которых фокусируется изображение вертикально вытянутых объектов, что приводит к искажению изображений.
Все эти состояния можно исправить с помощью корректирующих линз. При пресбиопии и дальнозоркости собирающая линза обеспечивает дополнительную кривизну, необходимую для приближения ближней точки к глазу, в то время как при миопии расходящаяся линза обеспечивает кривизну, необходимую для отправки дальней точки в бесконечность. Астигматизм корректируется с помощью линзы с цилиндрической поверхностью, которая сильнее изгибается в одном направлении, чем в другом, что компенсирует неоднородность роговицы.
Оптическая сила корректирующих линз измеряется в диоптриях, то есть величинах, обратных фокусному расстоянию, измеренному в метрах; с положительным фокусным расстоянием, соответствующим собирающей линзе, и отрицательным фокусным расстоянием, соответствующим рассеивающей линзе. Для линз, которые также корректируют астигматизм, даны три числа: одно для сферической оптической силы, одно для цилиндрической оптической силы и одно для угла ориентации астигматизма.

#### Визуальный эффект

Иллюзия Понцо основана на том факте, что параллельные линии сходятся по мере приближения к бесконечности.

Оптические иллюзии (также называемые визуальными иллюзиями) характеризуются визуально воспринимаемыми изображениями, которые отличаются от объективной реальности. Информация, собранная глазом, обрабатывается в мозгу и воспринимается, как отличное от отображаемого объекта. Оптические иллюзии могут быть результатом множества явлений, включая физические эффекты, создающие изображения, отличные от объектов, которые их создают, физиологические эффекты чрезмерной стимуляции на глаза и мозг (например, яркость, наклон, цвет, движение) и когнитивные иллюзии, при которых глаз и мозг делают бессознательные выводы.
К когнитивным иллюзиям возникают в результате бессознательного неправильного применения определённых оптических принципов. Например, комната Эймса, иллюзии Геринга, Мюллера — Лайера, Орбисона, Понцо, Сандера и Вундта полагаются на предположение о появлении расстояния с помощью сходящихся и расходящихся линий, точно так же, как параллельные световые лучи (или даже любой набор параллельных линий), кажется, сходятся в исчезающая точка на бесконечности в двумерных изображениях с художественной перспективой. Это предположение также отвечает за знаменитую иллюзию луны, когда луна, несмотря на практически одинаковый угловой размер, кажется намного больше возле горизонта, чем в зените. Эта иллюзия настолько сбила Птолемея толку, что он неправильно приписал её атмосферной рефракции, когда описал её в своем трактате «Оптика».
Другой тип оптических иллюзий использует узоры с дефектами, чтобы обмануть разум, заставляя его воспринимать симметрии или асимметрии, которых нет. Примеры включают стену кафе, иллюзии Цёлльнера, Эренштейна, Фрейзера и Поггендорфа. Сходными, но не строго иллюзиями, являются закономерности, возникающие из-за наложения периодических структур. Например, прозрачные ткани с решётчатой структурой создают формы, известные как муаровые узоры, в то время как наложение периодических прозрачных узоров, содержащих параллельные непрозрачные линии или кривые, приводит к линейным муаровым узорам.

#### Оптические инструменты

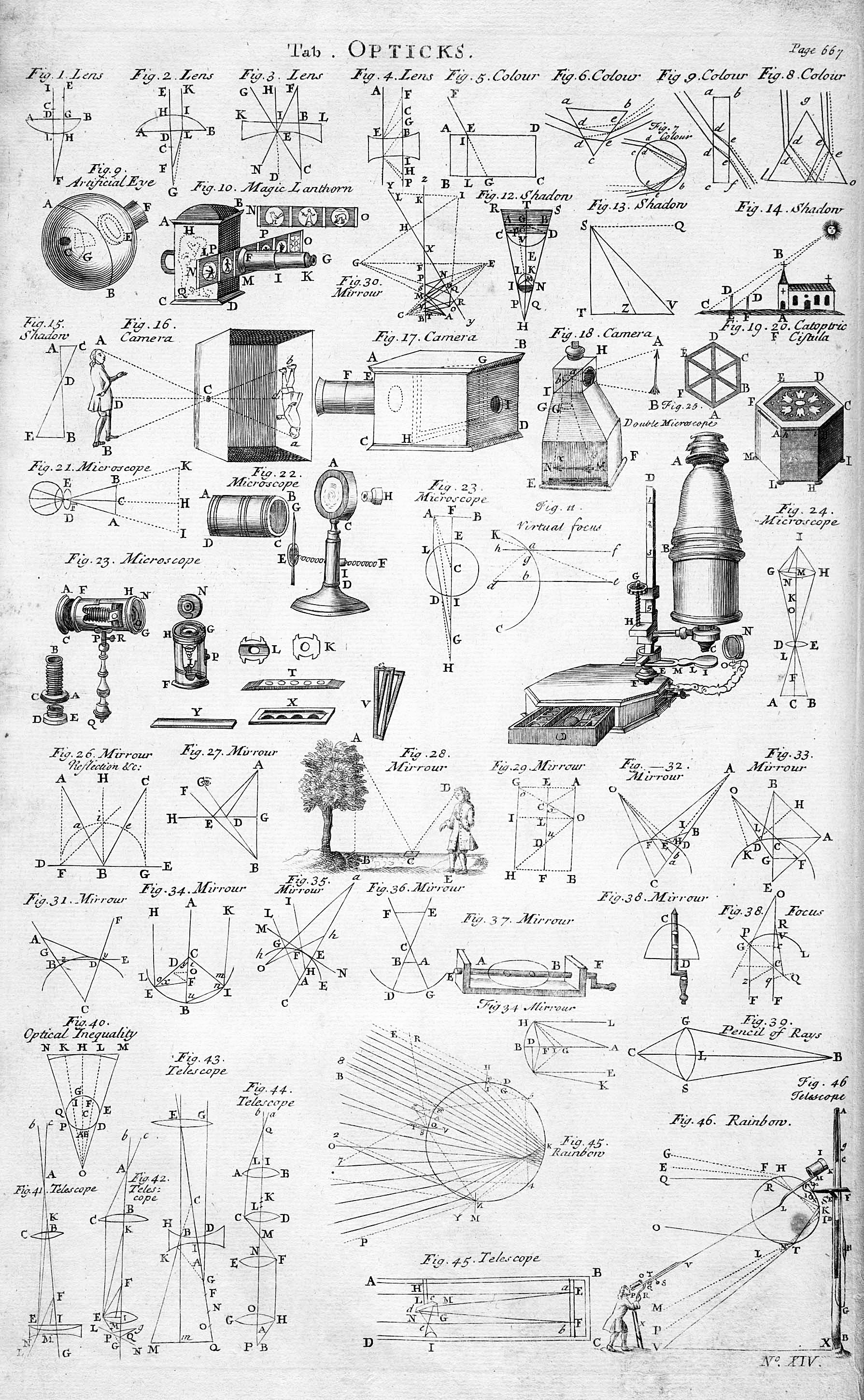
Иллюстрации различных оптических инструментов из Циклопедии 1728 г.

Одиночные линзы имеют множество применений, включая фотографические объективы, корректирующие линзы и увеличительные очки, в то время как одиночные зеркала используются в параболических отражателях и зеркалах заднего вида. Комбинирование нескольких зеркал, призм и линз даёт составные оптические инструменты, которые имеют практическое применение. Например, перископ — это просто два плоских зеркала, выровненных так, что позволяет обозревать окрестности из-за препятствия. Самыми известными составными оптическими приборами в науке являются микроскоп и телескоп, которые были изобретены голландцами в конце XVI века.
Микроскопы сначала были разработаны с двумя линзами: линзой объектива и окуляром. Линза объектива по сути является увеличительным стеклом и имела очень маленькое фокусное расстояние, в то время как окуляр обычно имеет большее фокусное расстояние. Это приводит к получению увеличенных изображений близкорасположенных объектов. Обычно используется дополнительный источник освещения, поскольку увеличенные изображения тусклее из-за сохранения энергии и распространения световых лучей по большей площади поверхности. Современные микроскопы, известные как составные микроскопы, имеют больше линз (обычно четыре) для оптимизации функциональности и повышения стабильности изображения. Немного другая разновидность микроскопа — сравнительный микроскоп, рассматривает расположенные рядом изображения, чтобы создать стереоскопическое бинокулярное изображение, которое кажется трёхмерным при использовании людьми.
Первые телескопы, называемые преломляющими телескопами, также были разработаны с одним объективом и линзой окуляра. В отличие от микроскопа, линза объектива телескопа имеет большое фокусное расстояние, чтобы избежать оптических аберраций. Объектив фокусирует изображение удалённого объекта в своей фокусной точке, которая настраивается так, чтобы находиться в фокусе окуляра с гораздо меньшим фокусным расстоянием. Основная цель телескопа — не обязательно увеличение, а скорее сбор света, который определяется физическим размером линзы объектива. Таким образом, телескопы обычно обозначаются диаметром их объективов, а не увеличением, которое можно изменить, переключая окуляры. Поскольку увеличение телескопа равно фокусному расстоянию объектива, делённому на фокусное расстояние окуляра, окуляры с меньшим фокусным расстоянием вызывают большее увеличение.
Поскольку создание больших линз намного сложнее, чем создание больших зеркал, большинство современных телескопов являются отражающими телескопами (рефлекторами), то есть телескопами, в которых используется главное зеркало, а не линза объектива. Те же общие соображения на основе геометрической оптике применимы к отражающим телескопам, которые применялись к преломляющим телескопам, а именно: чем больше главное зеркало, тем больше света собирается, а увеличение по-прежнему равно фокусному расстоянию главного зеркала, делённому на фокусное расстояние окуляра. Профессиональные телескопы обычно не имеют окуляров, и вместо этого в фокусной точке помещается инструмент (часто прибор с зарядовой связью).

### Фотография

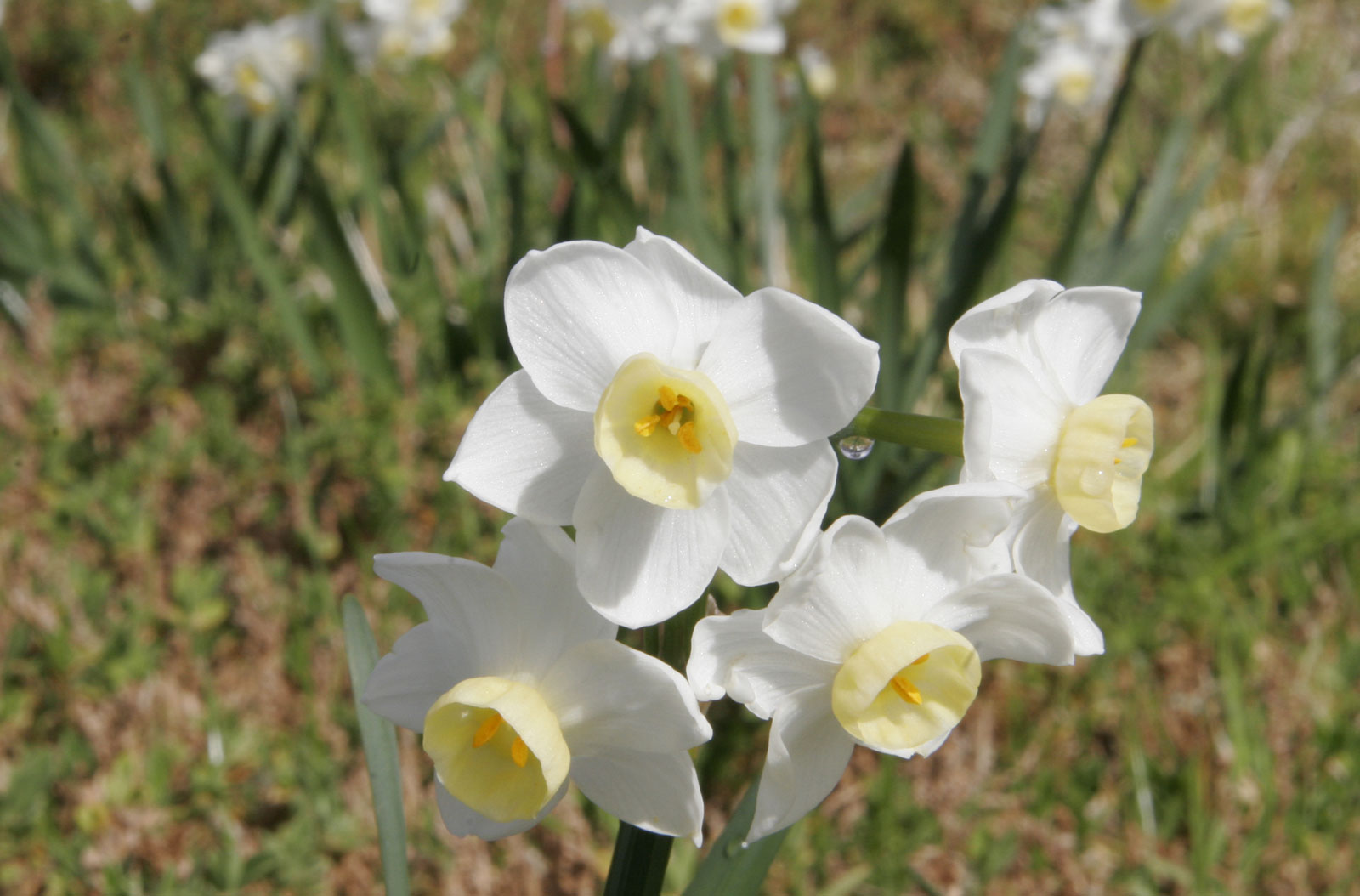
Фотография сделана с диафрагмой f/32

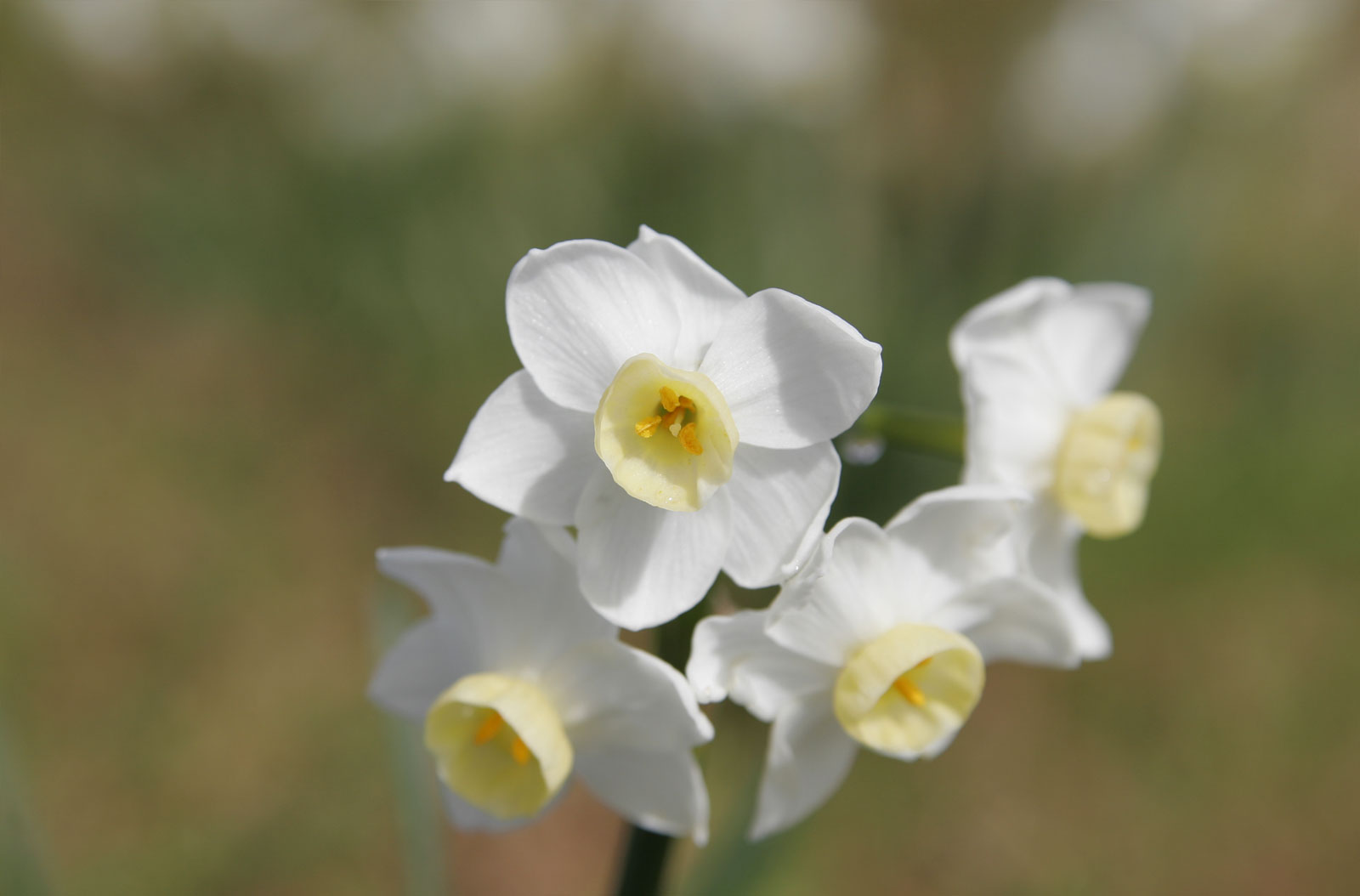
Фотография сделана с диафрагмой f/5

Оптика фотографии включает в себя как линзы, так и среду, в которой регистрируется видимое излучение, будь то пластина, плёнка или устройство с зарядовой связью. Фотографы должны учитывать взаимность камеры и снимка, что выражается соотношением
Экспозиция ∝ ПлощадьАпертуры × ВремяЭкспозиции × ЯркостьСцены
Другими словами, чем меньше диафрагма (что даёт большую глубину фокуса), тем меньше света попадает, поэтому продолжительность времени должна быть увеличена (что приводит к возможной размытости при движении). Примером использования закона взаимности является правило F/16, которое даёт приблизительную оценку настроек, необходимых для оценки правильной экспозиции при дневном свете.
Апертура камеры измеряется безразмерным числом, называемым числом f (относительное отверстие), часто обозначаемым как {\displaystyle N}, и дано
{\displaystyle f/\#=N={\frac {f}{D}}\ }
где {\displaystyle f} — фокусное расстояние, а {\displaystyle D} — диаметр апертуры. По соглашению «f/#» рассматривается как один символ, а конкретные значения f/# записываются путём замены знака решётки на соответствующее значение. Увеличение диафрагмы можно добиться уменьшением диаметра входного зрачка или увеличением фокусного расстояния (в случае зум-объектива это можно сделать, просто отрегулировав объектив). Более высокие значения f-числа также имеют большую глубину резкости из-за того, что объектив приближается к пределу камеры-обскуры, которая способна идеально фокусировать все изображения, независимо от расстояния, но требует очень длительного времени выдержки.
Поле зрения, которое будет обеспечивать объектив, изменяется в зависимости от фокусного расстояния объектива. Существует три основных классификации, основанных на соотношении размера диагонали плёнки или размера сенсора камеры с фокусным расстоянием объектива.
- Нормальный объектив: угол обзора около 50 ° (называется нормальным, поскольку этот угол считается примерно эквивалентным человеческому зрению[83]) и фокусное расстояние примерно равно диагонали плёнки или сенсора[84].
- Широкоугольный объектив: угол обзора более 60 ° и фокусное расстояние меньше, чем у обычного объектива[85].
- Длиннофокусный объектив: угол обзора уже, чем у обычного объектива. Это любой объектив с фокусным расстоянием больше, чем диагональ плёнки или сенсора[86]. Наиболее распространённым типом длиннофокусных объективов является телеобъектив, конструкция которого использует специальную группу телеобъективов, которая физически короче его фокусного расстояния[87].

Современные зум-объективы могут обладать некоторыми или всеми этими атрибутами.
Абсолютное значение требуемого времени экспозиции зависит от того, насколько чувствительна к свету используемая среда (измеряется светочувствительностью плёнки или, для цифровых носителей, квантовой эффективностью детектора). В ранней фотографии использовались материалы с очень низкой светочувствительностью, поэтому время выдержки должно было быть большим даже для очень ярких снимков. По мере совершенствования технологий повышалась и чувствительность плёночных и цифровых фотоаппаратов.
Другие результаты волновой и геометрической оптики применимы к оптике фотокамеры. Например, максимальная разрешающая способность конкретной установки камеры определяется дифракционным пределом, связанным с размером апертуры и, грубо говоря, критерием Рэлея.

### Атмосферная оптика

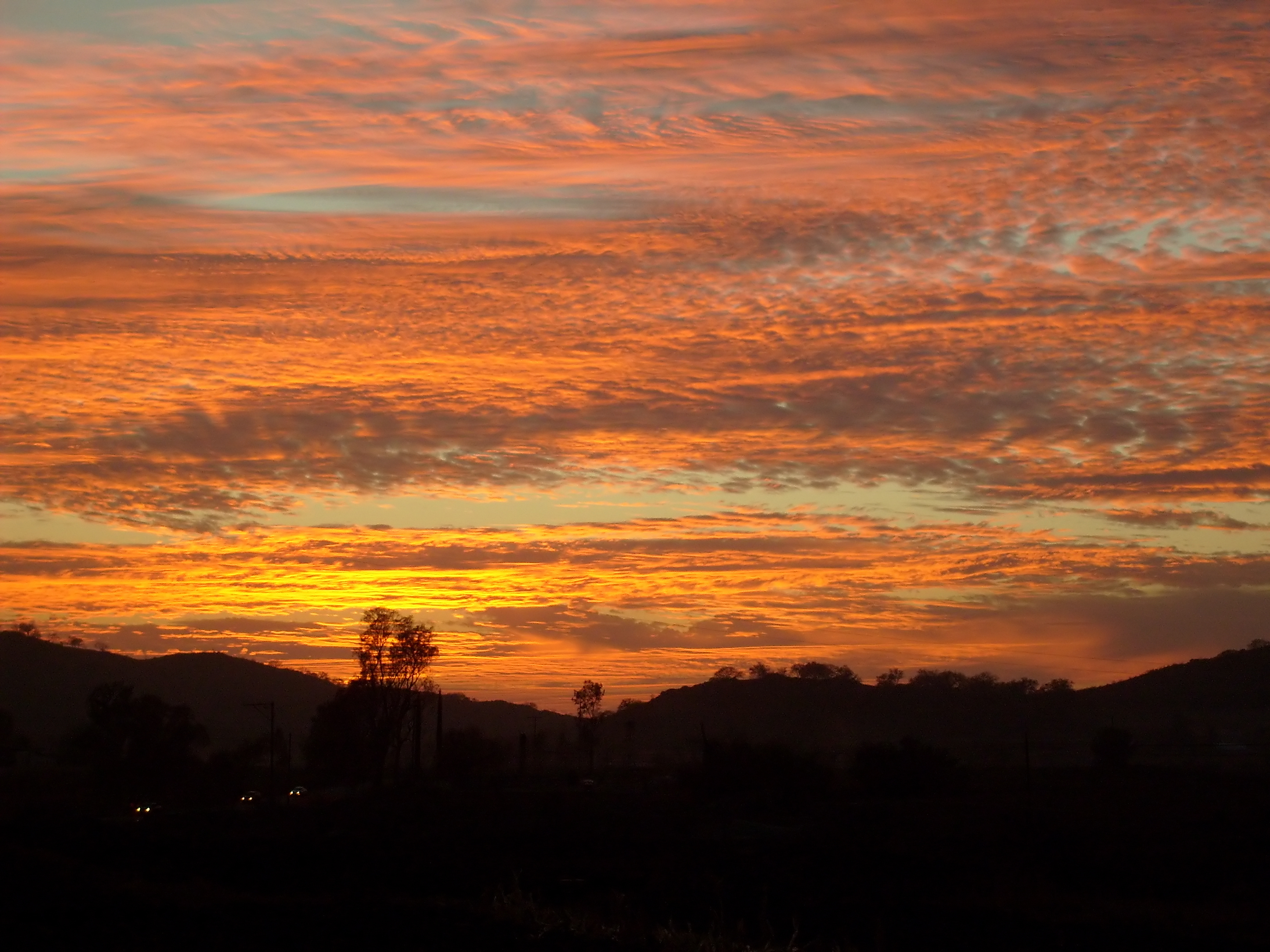
Красочное небо часто возникает из-за рассеивания света частицами и загрязнениями, как на этой фотографии заката во время лесных пожаров в Калифорнии в октябре 2007 года.

Уникальные оптические свойства атмосферы вызывают широкий спектр впечатляющих оптических явлений. Синий цвет неба является прямым результатом рэлеевского рассеяния, которое перенаправляет солнечный свет более высокой частоты (синий) обратно в поле зрения наблюдателя. Поскольку синий свет рассеивается легче, чем красный, солнце приобретает красноватый оттенок, когда его наблюдают через плотную атмосферу, например, во время восхода или заката. Дополнительные твёрдые частицы в атмосфере могут рассеивать разные цвета под разными углами, создавая красочное сияющее небо в сумерках и на рассвете. Рассеяние кристаллов льда и других частиц в атмосфере является причиной ореолов, зари, корон, лучей солнечного света и паргелия. Различия в явлениях такого рода обусловлены разным размером и геометрией частиц.
Миражи — это оптические явления, при которых световые лучи изгибаются из-за температурных изменений показателя преломления воздуха, создавая смещённые или сильно искажённые изображения далёких объектов. Другие драматические оптические явления, связанные с этим, включают эффект Новой Земли, когда солнце, кажется, встаёт раньше, чем предсказывалось, с искажённой формой. Эффектная форма благодаря преломлению возникает при инверсии температуры, называемой Фата-моргана, когда объекты на горизонте или даже за горизонтом, такие как острова, скалы, корабли или айсберги, выглядят вытянутыми и приподнятыми, как «сказочные замки».
Радуга — это результат комбинации внутреннего отражения и рассеянного преломлённого света в каплях дождя. Единственное отражение от задней поверхности множества капель дождя создаёт на небе радугу с угловым размером от 40 ° до 42 ° с красным цветом снаружи. Двойная радуга создаётся двумя внутренними отражениями с угловым размером от 50,5 ° до 54 ° с фиолетовым цветом снаружи. Поскольку радуга видна, когда солнце находится на 180 ° от центра радуги, радуга тем заметнее, чем ближе солнце к горизонту.